# Rheinisches Braunkohlerevier

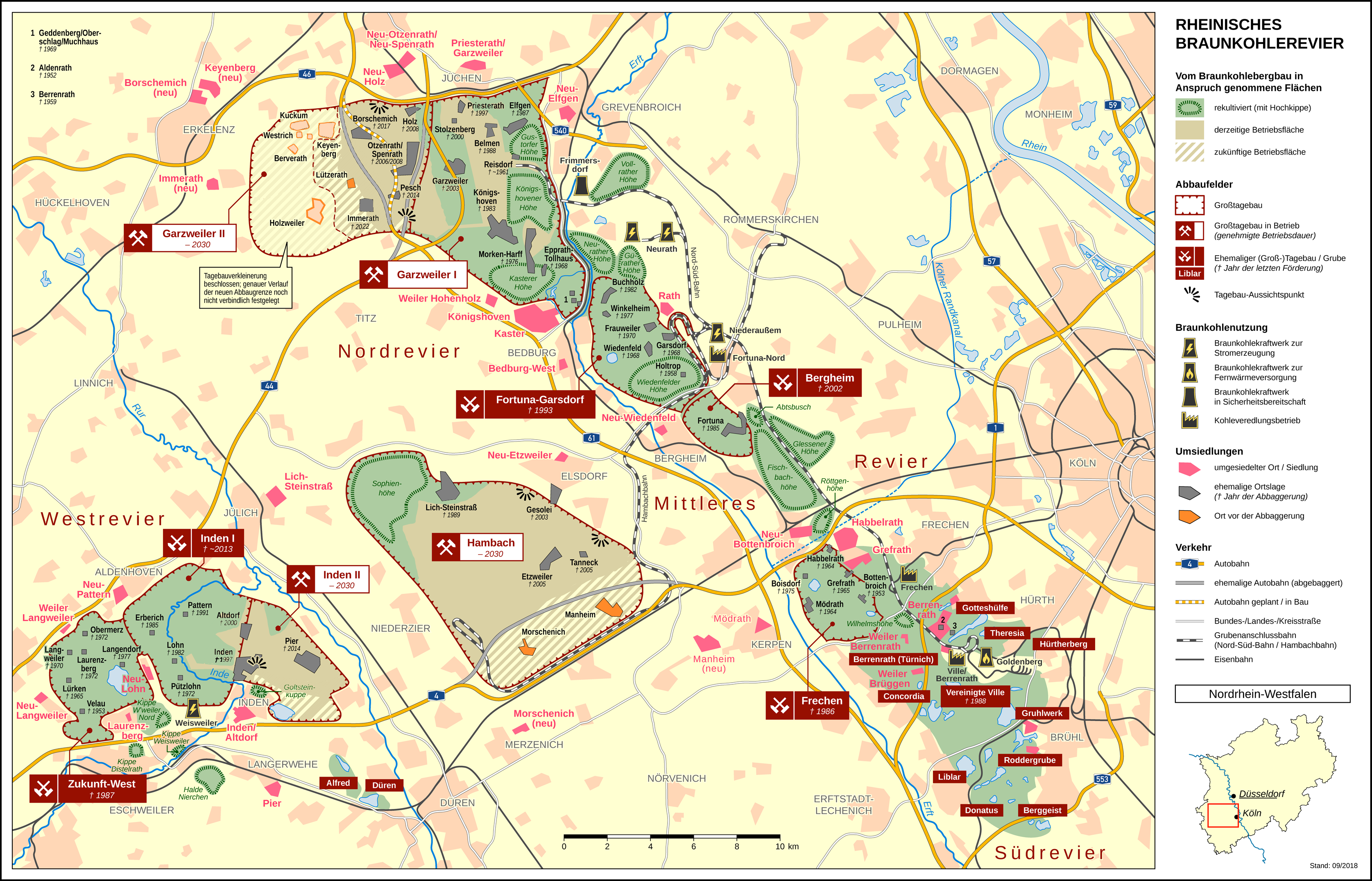
Rheinisches Braunkohlerevier (Stand September 2018)

Das Rheinische Braunkohlerevier, oft auch kurz Rheinisches Revier genannt, ist ein Bergbaurevier in der Kölner Bucht, am Nordwestrand des Rheinischen Schiefergebirges. Der Abbau der Braunkohle im Tagebauverfahren wirkte hier maßgeblich landschaftsverändernd und führte zur Ausbildung einiger bedeutender Industriestandorte. Das Revier umfasst die Zülpicher und Jülicher Börde, die Erftniederung und die Ville. 
Das Rheinische Revier ist eines der größten Braunkohlereviere in Europa. In geringerem Maße werden hier Ton, Quarzsand und Löss abgebaut.
Die industrielle Nutzung des Reviers mit der kompletten Wertschöpfungskette von Kohleabbau bis zur elektrischen Energieerzeugung erfolgt heute ausschließlich durch den RWE-Konzern (über seine Tochter RWE Power).
Nach derzeitiger Planung ist der Abbau im Rheinischen Braunkohlerevier bis 2030 gesichert. Prognosen über die zukünftige Entwicklung sind schwierig, da ein zentraler Pfeiler der deutschen Energiewende ein Kohleausstieg ist.

## Grenzen und Einteilung

### Südrevier

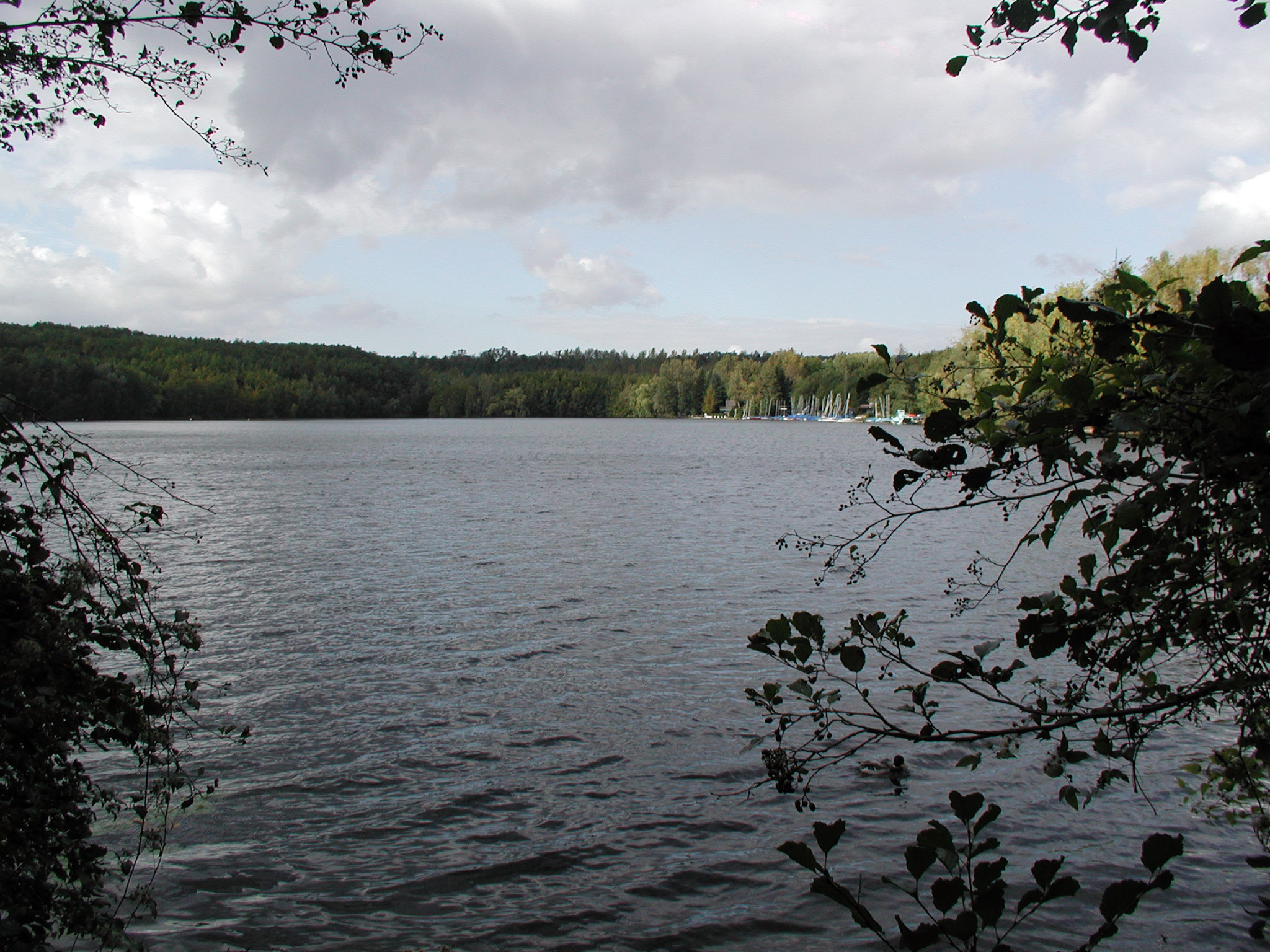
Heider Bergsee in der rekultivierten Ville

Das Südrevier um Brühl beginnt südlich von Brühl in der Ville, dort nördlich einer Linie Brühl–Eckdorf / Erftstadt-Bliesheim. Das Südrevier reicht etwa bis zum Verlauf der Luxemburger Straße B 265 bei Hürth und Liblar mit den Gruben Donatus, Berggeist, Roddergrube und schließt die ehemalige Grube Gewerkschaft Hürtherberg sowie das jetzige Naherholungsgebiet Hürtherberg ein. Auf der Nordseite umgreift es die Konzessionen von Carl Brendgen und seiner Firmen um Kierdorf. Dieses Gebiet kleinräumiger Gruben war bis Mitte der 1960er Jahre bereits ausgekohlt und rekultiviert worden. Die Tagebaue sind einem bewaldeten Naherholungsgebiet mit einer Vielzahl von kleinen und mittelgroßen Seen gewichen.

### Mittleres Revier

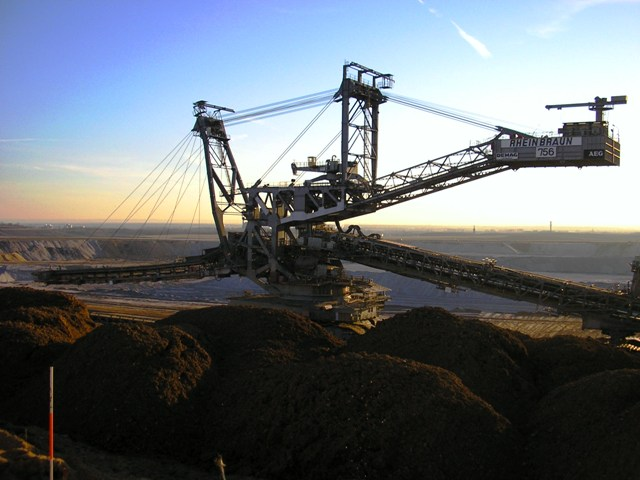
Absetzer während der Verfüllung und Rekultivierung im Tagebau Bergheim (2008)

Das Mittlere Revier umfasst den Villerücken westlich des Frechener Sprungs (Linie Frechen–Oberaußem–Niederaußem) von der Luxemburger Straße im Süden bis zur Linie Bergheim–Oberaußem im Norden. Es ist heute weitgehend ausgekohlt und rekultiviert, die Braunkohleindustrie mit Großkraftwerken und Nachfolgeindustrien prägt aber immer noch die Landschaft.

### Nordrevier
Das Nordrevier schließt sich nördlich des flözfreien Kasterer Horstes und der Erft-Umbiegung nach Osten an und reicht mit den Tagebaugebieten Garzweiler I und II bis Jüchen und Erkelenz, wobei die Braunkohle-Flöze sich in noch größerer Tiefe bis unter Niers und Schwalm erstrecken. Es umfasst ferner mit dem Tieftagebau Hambach bei Jülich Teile der Erftscholle. Hier werden Abraum und Kohle mit Großgeräten wie Schaufelradbaggern gefördert, die Gruben werden dann mit großdimensionierten Bandanlagen und Absetzern wieder verfüllt. Die Kohle wird durch ein eigenes Bahnnetz (Nord-Süd-Bahn (Garzweiler) und Hambachbahn) zu den Werken im Süden gebracht. Die Abraumhalde Sophienhöhe (290 m. ü. N.N.) überragt weithin sichtbar die Jülicher Börde.

### Westrevier
Das Westrevier zwischen Düren, Weisweiler, Eschweiler, Alsdorf, Aldenhoven und Jülich mit dem ehemaligen Tagebau Zukunft, der BIAG Zukunft und dem Tagebau Inden nutzt Flöze der Rurscholle und versorgt damit das Kraftwerk Weisweiler.
Der Abbau der weniger mächtigen Braunkohleflöze, die an dieses Revier angrenzen, ist derzeit nicht wirtschaftlich. Dies gilt umso mehr, als hiermit gleichzeitig Umsiedelungsmaßnahmen verbunden wären.
Einige Industriestandorte am Rande des Reviers entwickelten sich dank der Braunkohle, so zum Beispiel die 1939 aus einer Kohlehydrierungs-Fabrik entstandene Raffinerie in Wesseling oder das Schaltwerk und Umspannwerk des RWE in Brauweiler. Sie werden gemeinhin mit zum Revier gerechnet.

Panoramaaufnahme vom Tagebau Garzweiler mit diversen Baggern im Einsatz und den Kraftwerken in Grevenbroich-Frimmersdorf (links) und -Neurath (Mitte) und Niederaußem (rechts) im Hintergrund

### Randbereiche
Neben den oben genannten Hauptbereichen des Rheinischen Reviers gab es auch an den östlichen und südlichen Rändern der Kölner Bucht Vorkommen von Braunkohle, die auch in einigen kleineren Gruben stellenweise bis ins 20. Jahrhundert abgebaut wurden. Geologisch sind diese Vorkommen zwar zur Rheinischen Braunkohle zu rechnen; organisatorisch und kulturell gehören die in diesem Bereich gelegenen Braunkohlegruben aber zu den von anderen Bodenschätzen geprägten Revieren der angrenzenden Gebirge.
Zu nennen sind:
- Vorkommen am Westrand des Bergischen Landes bei Bergisch Gladbach und am Nordrand des Siebengebirges bei Troisdorf, Siegburg und Bonn, gehören zu den dortigen Erzrevieren (siehe Bensberger Erzrevier)
- Vorkommen am Nordrand der Eifel bei Euskirchen und Zülpich (heute Neffelsee und Zülpicher See)
- Vorkommen im niederländischen Teil und belgischen Teil von Limburg, zwischen Heerlen und Genk, gehören zum Limburger Steinkohlerevier[4]

 Aktiv:
Garzweiler |
Hambach |
Inden
 Stillgelegt:
Alfred |
Berggeist |
Bergheim |
Berrenrath |
Concordia |
Donatus |
Düren |
Fortuna-Garsdorf |
Frechen |
Gruhlwerk |
Hürtherberg |
Liblar |
Roddergrube |
Neurath |
Vereinigte Ville |
Zukunft |
Zülpich

## Geologische Grundlagen
Während des Tertiärs begannen in der Niederrheinischen Bucht vor 30 Millionen Jahren Senkungsbewegungen. Es entstand ein flaches Sedimentationsbecken für die Urflüsse Rhein, Rur, Erft, Sieg und Maas. Dieses Becken senkte sich allmählich und bildete Staffelbrüche, während das benachbarte Rheinische Schiefergebirge angehoben wurde. In mehreren Phasen stieß die Ur-Nordsee bis in dieses Gebiet vor. Über den in Senken abgelagerten Tonschichten bildeten sich Moore, deren Vegetation im Wasser nicht zersetzt werden konnte. Die so entstandenen geringmächtigen Torfe wurden durch weitere Wechsel von Meerestransgressionen und Regressionen mit Kiesen, Sanden und Tonen abgedeckt. Vor 20 bis 23 Millionen Jahren, zu Beginn des Miozän, begünstigten die klimatischen Verhältnisse Moorvegetation und die Ausbildung von Torf. Schotterschichten lagerten sich auf den Torfschichten ab, schlossen sie luftdicht ab und ihr Druck verstärkte den Prozess der Inkohlung: Der Torf wurde allmählich zu Braunkohle. In der Hauptflözgruppe der Ville finden sich heute Braunkohlen von bis zu 70 Metern Mächtigkeit.
In der letzten Phase des Miozäns bildeten sich über der Rurscholle im Westrevier die Flöze der Indener Schichten. Im Pliozän bildeten sich keine Flöze, stattdessen geriet das Gebiet in verstärkte tektonische Unruhe. Das Becken zerbrach entlang zweier Hauptbruchlinien (Rurrand- und Erftlinie) in drei Schollen, die ihrerseits kleinere Geländesprünge und Staffelbrüche ausbildeten. Diese sich nach Norden abdachenden Schollen senkten sich unterschiedlich stark ab und kippten dabei nach Osten.
Die Braunkohleschichten der Erftscholle sind dabei mit Sedimenten von 100 (Rurrand) bis 400 Metern (Erftsprung) abgedeckt, in nördliche Richtung zum Teil noch mehr. Die Flöze streichen im Südrevier bei Brühl an der Oberfläche des Villehorstes aus oder wurden im Prallhang durch den tertiären Rhein oder die Bäche des Vorgebirges angeschnitten.

## Geschichte der Braunkohleindustrie

### Erste Nutzungen (17. bis 19. Jahrhundert)

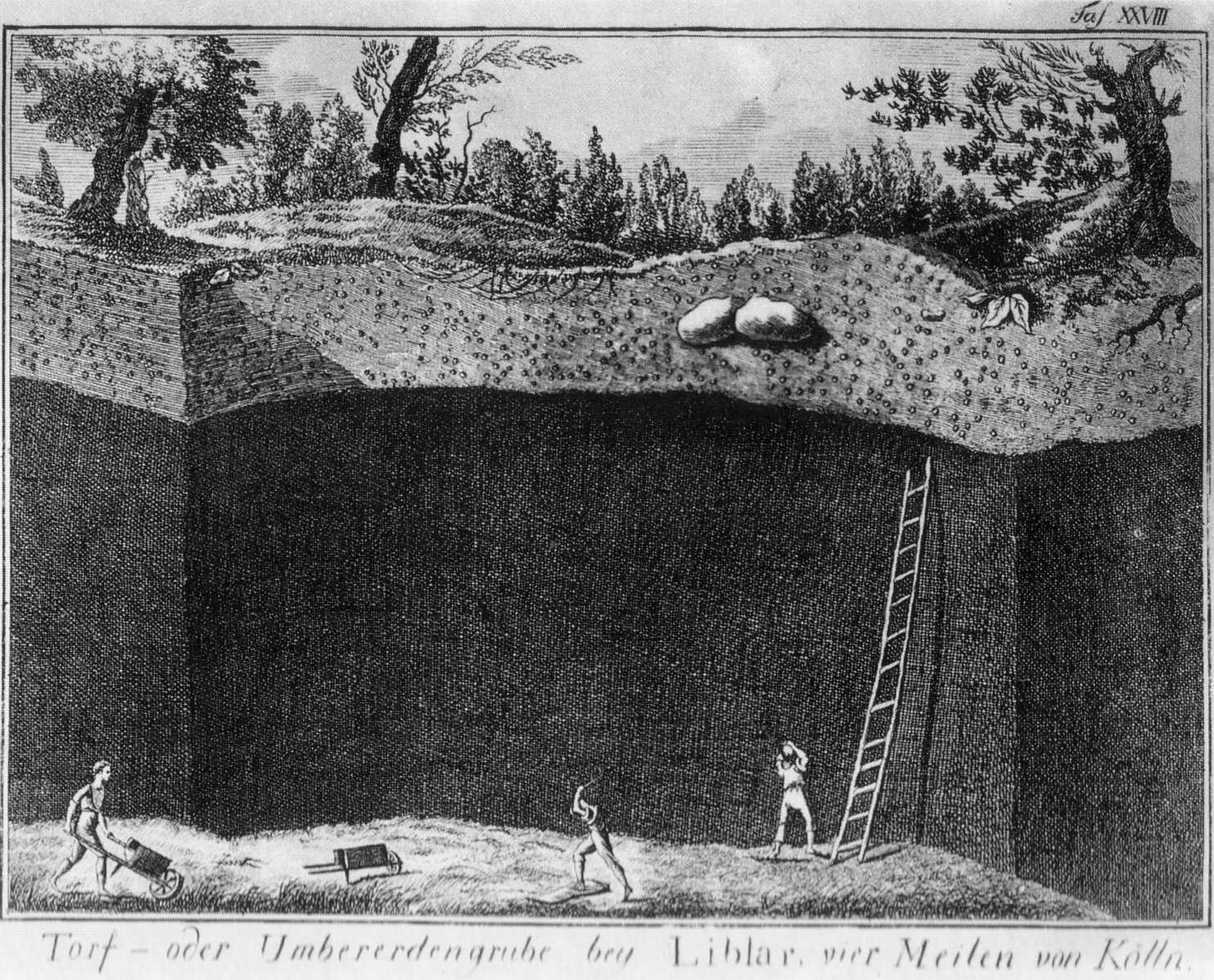
Torf- und Umbererdegrube bei Liblar um 1796

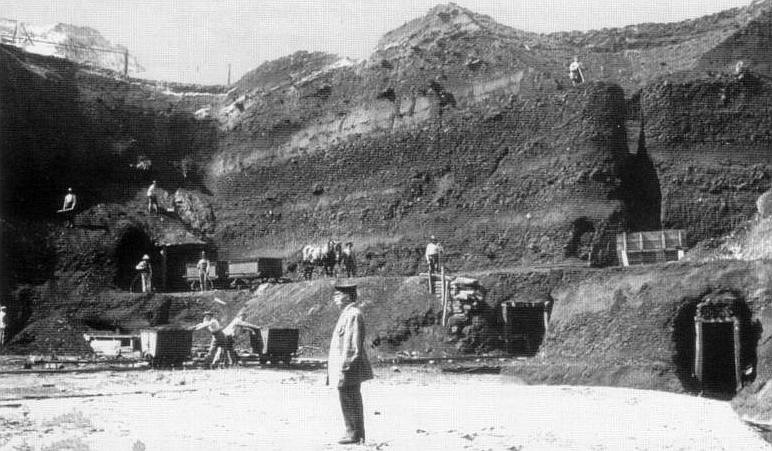
Braunkohleabbau in Brühl um 1880

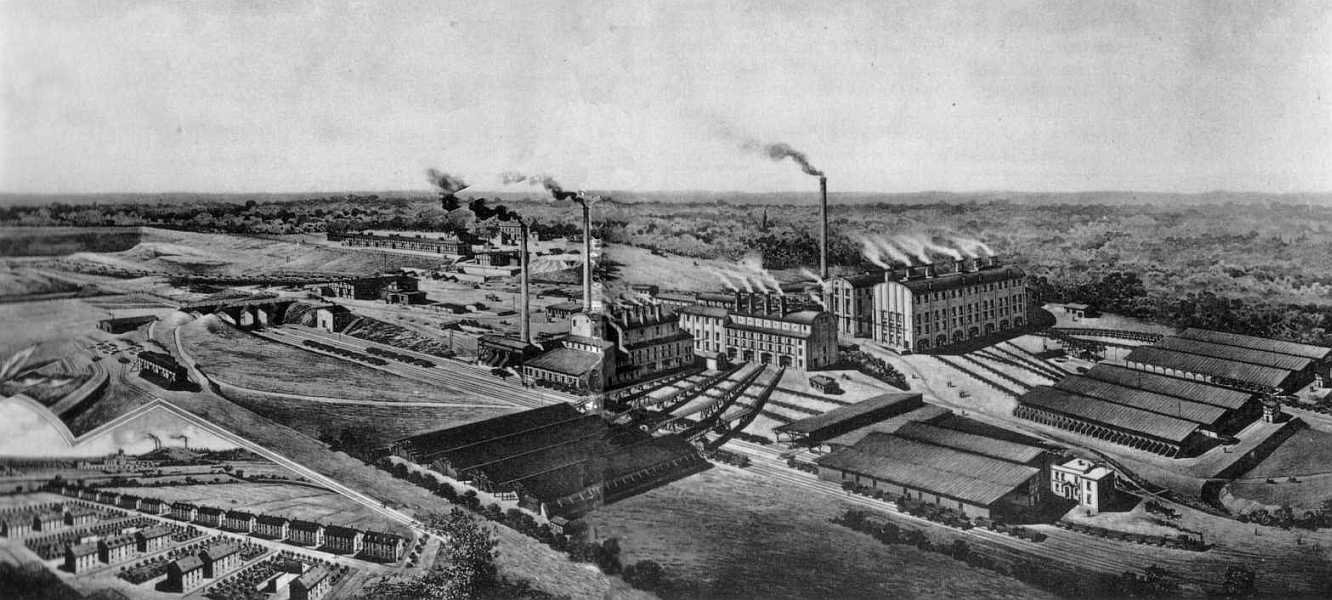
Brikettfabriken der Gewerkschaft Donatus bei Liblar um 1897

Anfänglich wurde Braunkohle nur als Grundstoff für die Farbherstellung der Kölnischen Umbra und für die Auslaugung von Alaun gewonnen. Erst im ausgehenden 17. Jahrhundert entdeckte man, dass die nasse, unbrauchbare Schicht, die bei der Tongewinnung für die Keramik-Industrie im Brühler und Frechener Raum über der Tonschicht lagerte und abgeräumt werden musste, nach der Trocknung brennbar war. Diese torfähnliche Substanz (Turf) ließen dann die jeweiligen Grundherren in kleinen Gruben von Kleinbauern und Tagelöhnern mit Hacke und Spaten abgraben. Er wurde in Töpfen zu Klütten (von niederdeutsch Kluit = Klumpen) verdichtet und im Sommer an der Luft getrocknet. Die Klütten hatten nur einen geringen Heizwert. Sie wurden vor Ort genutzt oder in der nahen Stadt an arme Leute verkauft. Solche Gruben bestanden noch bis in die 1920er Jahre.
Im Westrevier stieß man 1819 beim Brunnenbau in der Ortschaft Lucherberg bei Inden auf Braunkohle. 1826 begann der Grundherr Karl von Goldstein mit dem Abbau eines 7,5 Meter mächtigen Flözes.

### Beginn der Braunkohleindustrie (1850–1905)
Mit der Industrialisierung und dem Eisenbahnbau (1859 verband die Dombrücke als erste Eisenbahnbrücke in Köln das westliche Rheinland mit dem Ruhrgebiet) ging der Absatz durch die Konkurrenz der billigen Steinkohle zurück und erreichte 1876 einen kurzen Tiefstand.
Zu Beginn des allgemeinen Aufschwungs nach dem Deutsch-Französischen Krieg 1870–1871 machten Unternehmer in Brühl 1877 (Friedrich Eduard Behrens mit der Gewerkschaft Roddergrube) und 1878 (Gewerkschaft Brühl) sowie 1892 Hermann und sein Sohn Carl Gruhl mit dem Gruhlwerk die Kohlegewinnung durch dampfbetriebene Entwässerungspumpen konkurrenzfähig und revolutionierten die Herstellung von Briketts durch maschinelle Pressen. Solche Pressen nach dem Exterschen Verfahren waren 1872 im Mitteldeutschen Braunkohlenrevier entwickelt worden und wurden jetzt auch in Brühl eingesetzt. In rascher Folge wurden weitere Brikettfabriken gegründet. Überregionale Eisenbahnlinien sowie die lokalen Bahnen Köln-Frechen-Benzelrather Eisenbahn von 1893, Bergheimer Kreisbahn 1897/1899 und Hürth-Kalscheuren–Hürth-Knapsack von 1901 verbanden Orte in der Ville, erschlossen weitere Kohlefelder oder banden Gruben an die Nachfrageräume an.
Die erste Brikettfabrik im Westen wurde 1888 durch die Gewerkschaft Maria Theresia zu Herzogenrath errichtet. 1913 wurde im Westrevier die Braunkohle-Industrie AG Zukunft als Zusammenschluss verschiedener kleiner Gewerkschaften mit dem Ziel gegründet, ein Braunkohlekraftwerk zu bauen. 1914 gingen der Tagebau Zukunft und das erste Kraftwerk Weisweiler in Betrieb.

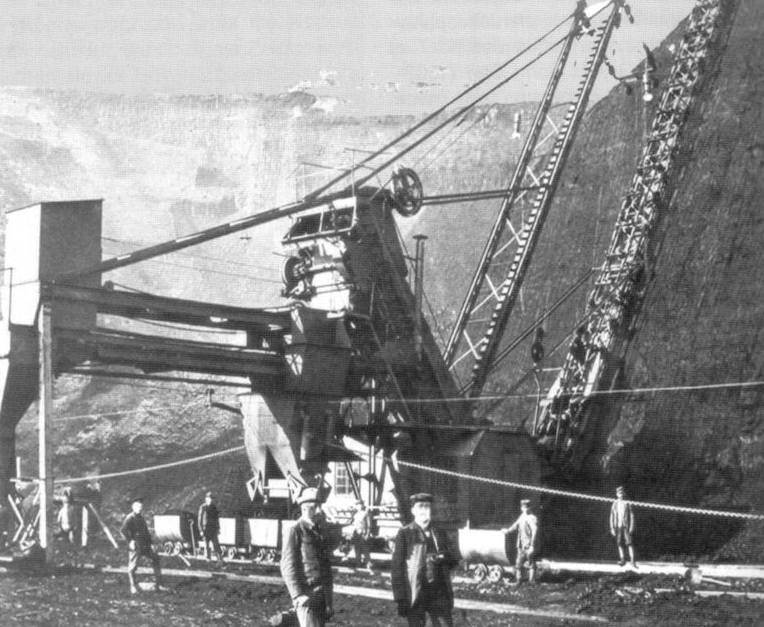
Der Eiserne Mann im Gruhlwerk 1907

Die Mechanisierung machte weitere Fortschritte: 1895 wurde der erste Abraumbagger, der für den Bau des Nord-Ostsee-Kanals gebaut worden war, in der Grube Donatus bei Liblar eingesetzt. Der erste Schrämbagger zum Kohleabbau kam 1907 im Brühler Gruhlwerk zum Einsatz und erhielt den Namen „Eiserner Mann“. 1909 waren es bereits vier Kohlebagger in den 29 Gruben und 1913 hatten nur drei Gruben keine Bagger. Die Förderung stieg von fünf Millionen Tonnen 1905 auf 17,4 Millionen Tonnen im Jahre 1913. Dennoch war der Vertrieb gegenüber der traditionellen Steinkohle schwierig. Die Gruben machten sich untereinander Konkurrenz. 1899 schlossen sich 19 Gruben zu einem Verkaufssyndikat zusammen, um Briketts als Markenartikel unter dem Namen Union-Brikett mit einheitlichen Standards zu vertreiben.
Im Nordrevier wurde 1907 zwischen Neurath und Garzweiler durch den Aufschluss des Feldes Rheingold mit dem kommerziellen Abbau begonnen, zuerst noch mit Hacken und Loren. Ein Jahr später wurde der erste Kratzbagger eingesetzt. Heute sind die Grubenfelder im Tagebau Garzweiler zusammengefasst.

### Beginn der Elektrizitätserzeugung aus Braunkohle (1892–1918)

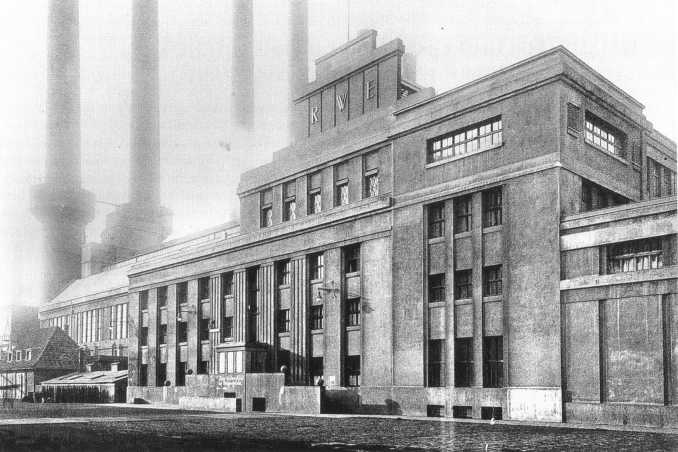
Kraftwerk Goldenberg, 1914

Das erste kleine Kraftwerk zur Elektrizitäts-Versorgung des Ortes Frechen entstand 1892 in der Grube Herbertskaul. Das erste Kraftwerk mit einer Leistung von etwa einem Megawatt (MW) entstand 1899 in Verbindung mit der Zuckerfabrik Brühl an der Grube Berggeist. Das Kraftwerk Berggeist wurde 1906 durch die Rheinisch-Westfälische Elektrizitätswerk (RWE), Essen, übernommen. Damals begann die jetzt über 100 Jahre dauernde Verbindung von Braunkohle und RWE. 1910 entstand zur Versorgung von Köln und Bergheim das 8-MW-Kraftwerk Fortuna im Nordrevier. 1912–1918 wurde dann das Kraftwerk Goldenberg von RWE in Knapsack gebaut, das erste Großkraftwerk auf der Basis Braunkohle mit einer Kapazität von 90 MW im Jahre 1918 (1932: 500 MW). Darüber hinaus erzeugte jede Brikettfabrik seit etwa 1900 ihren eigenen Strom, den sie – wenn nicht selbst benötigt – ins Stromnetz einspeiste (siehe dazu auch Artikel Kohleveredlung). Die preiswerte Energie zog erste energieintensive Chemiewerke an, so 1907 das Kalkstickstoffwerk in Knapsack, das seinen Strom anfangs auch selbst erzeugte.

### Das Revier zwischen den Weltkriegen
Bis zum Anfang des 20. Jahrhunderts hatte Braunkohle für die Energie- und Brennstoffversorgung Deutschlands nur eine geringe Bedeutung. Verwendet wurde überwiegend die hochwertigere Steinkohle. Nach dem Ersten Weltkrieg musste das Deutsche Reich zahlreiche Gebiete abtreten und verlor etwa 40 % seiner besten Steinkohlenvorkommen. Die belassenen Steinkohlenreviere hatten zudem erhebliche Reparationsleistungen zu erbringen. Damit wurde die Braunkohle in allen Industriezweigen zu einem unentbehrlichen Energiefaktor. Während vor dem Jahr 1919 der Anteil der Braunkohle an der elektrischen Energieerzeugung aufgrund ihres geringen Heizwertes, ihrer schlechten Transportfähigkeit sowie der fehlenden Heiz- und Übertragungstechnik gar keine Rolle gespielt hatte, erzwangen die mit den Gebietsabtretungen verbundene Kohlenknappheit und die Autarkiebestrebungen in der Weimarer Republik eine Zunahme auf einen Anteil von fast 60 % der Energieerzeugung.
Damit erfolgte in allen deutschen Braunkohlegebieten eine gewaltige Steigerung der Förderleistung. Auf dieser Basis entwickelte sich Deutschland in den 1920er Jahren weltweit zum größten Produzenten und zugleich zum größten Verbraucher von Braunkohle. Die statistische Gliederung unterschied bis 1945 als größte Braunkohlengebiete das Mitteldeutsche Revier, das Ostelbische Revier und das Rheinische Revier. Das mitteldeutsche Revier lieferte vor dem Zweiten Weltkrieg ungefähr zwei Fünftel, das ostelbische und das rheinische je etwa ein Viertel aller deutschen Braunkohlen.
Die Kohleförderung erreichte im Rheinischen Braunkohlerevier bereits 1918 mit 17,4 Millionen Tonnen wieder den Stand von 1913. Anfang der 1920er Jahre war aufgrund der Autarkiebestrebungen und intensiver Mechanisierung der Tagebauabbau schon bei einem Verhältnis von Deckgebirge (= Abraum) zu Braunkohle von 4:1 rentabel geworden. So konnte die Jahresförderung bis 1929 auf 48,0 Millionen Tonnen klettern. Im Zuge der Weltwirtschaftskrise ging die Braunkohleförderung kurzzeitig auf 39,2 Millionen Tonnen zurück. Zwischen 1933 und 1943 stieg sie kontinuierlich bis auf 68,6 Millionen Tonnen. Der Schwerpunkt der Förderung verlagerte sich dabei auf das Nordrevier. Die ersten Gruben im Südrevier schlossen schon 1931 (Maria Glück) und 1933 (Roddergrube).
1920 übernahm Hugo Stinnes die Aktien der Roddergrube. Dies führte zur beherrschenden Stellung der RWE im Braunkohleabbau. Die Konzerngesellschaften stellten 1932 nach Übernahme der später so genannten Rheinbraun etwa 60 % der Belegschaft von insgesamt 12.404 Arbeitern und 70 % der 645 Brikettpressen im Bereich der Ville.
Der größte Förder-Zuwachs ging auf die Steigerung der Stromerzeugung zurück. Waren es 1914 bei den beiden Kraftwerken am Standort Ville zusammen noch 38 MW, so brachte es 1932 das Goldenberg-Werk auf 500 MW, Fortuna auf 174 MW und Frimmersdorf auf 90 MW. Die Brikettfabriken erzeugten weitere 11 MW an Überschussenergie.
Die Chemische Industrie entwickelte sich rapide. 1927 entstand in Knapsack das Natrium-, Chlor- und Chlorkalkwerk der Degussa. Das Martinswerk in Bergheim fabrizierte Aluminiumoxid und Tonerdehydrat.

#### Das Revier im Zeichen der nationalsozialistischen Autarkiepolitik
Nach 1933 setzten die nationalsozialistischen Autarkiebestrebungen weitere Impulse für den Bergbau. Die Aufrüstung der Wehrmacht und der Zweite Weltkrieg hatten einen sehr hohen Energiebedarf zur Folge. Von 1934 bis 1942 wurde die Brikettproduktion im Revier von 9 Millionen Tonnen auf eine Rekordzahl von 14,5 Millionen Tonnen jährlich gesteigert. Auf Anraten von Reichswirtschaftsminister Hjalmar Schacht wurden Verfahren zur Kohleverflüssigung gefördert und 1937 die Union Rheinischer Braunkohlen Kraftstoff AG in Wesseling gegründet.
Die Kohlelager des Südreviers gingen zur Neige, so dass nördliche Tagebaue ausgebaut oder neu erschlossen wurden, um den erhöhten Kohlebedarf zu decken. Die Kohleförderung und Verarbeitung ließ sich im Weltkrieg nur mit mehreren zehntausend Zwangsarbeitern und Kriegsgefangenen aufrechterhalten; viele im Braunkohlebergbau beschäftigte Deutsche wurden zum Kriegsdienst einberufen.

#### Tiefbau-Schachtanlage Union 103
Bei Probebohrungen hatte man 1927 in Tiefen von über 200 Metern Flöze nordwestlich von Kerpen entdeckt. Bei dem damaligen Stand der Technik war eine Förderung im Tagebau in dieser Tiefe nicht möglich. Entsprechend den nationalsozialistischen Autarkiebestrebungen sollte hier versuchsweise Braunkohle unter Tage gefördert werden. Die eigens gegründete Rheinische Braunkohlentiefbaugesellschaft begann 1939 mit der Abteufung von zwei Schächten zwischen Bürgewald und Elsdorf. Ein ähnlicher Versuch der Gewerkschaft Neu-Deutz in Kalk um 1850 war an den hohen Grundwassermengen gescheitert. In Bürgewald gelang das Projekt zunächst: Zwischen 1941 und 1954 wurden in einer Teufe von fast 350 Metern Flöze von bis zu 70 Meter Mächtigkeit abgebaut. Doch bereits 1954 wurde das Experiment abgebrochen: Die geologischen Verhältnisse erlaubten den Abbau nur unter extremem technischen Aufwand, welcher das Unternehmen unwirtschaftlich werden ließ. Die vier Hauptstollen und ihre Nebenstrecken mit einer Gesamtlänge von elf Kilometern wurden mit 25.000 Kubikmeter Beton und 8300 Tonnen Stahl verstärkt, die beiden Einstiegsschächte verschlossen. Im Jahre 2014 erreichte der Tieftagebau Hambach diese Stollen.

### Das Revier seit 1945

#### Betriebliche Konzentration
1960 übernahm RWE auch die BIAG des Westreviers. Bis zur deutschen Wiedervereinigung war das Rheinische Revier damit die bedeutendste Braunkohleregion der Bundesrepublik Deutschland. Die Braunkohle-Jahresproduktion in Ostdeutschland war jedoch höher. Weitere westdeutsche Braunkohlereviere waren etwa die Braunschweigischen Kohlen-Bergwerke in Helmstedt sowie die Gruben Hirschberg bei Kassel und Wackersdorf in der Oberpfalz.
In Ostdeutschland erfolgt die Braunkohleförderung und -verstromung im Lausitzer und Mitteldeutschen Braunkohlerevier nach umfangreicher Restrukturierung heute durch LEAG beziehungsweise durch die Mibrag.

#### Kohleveredlung und Verstromung

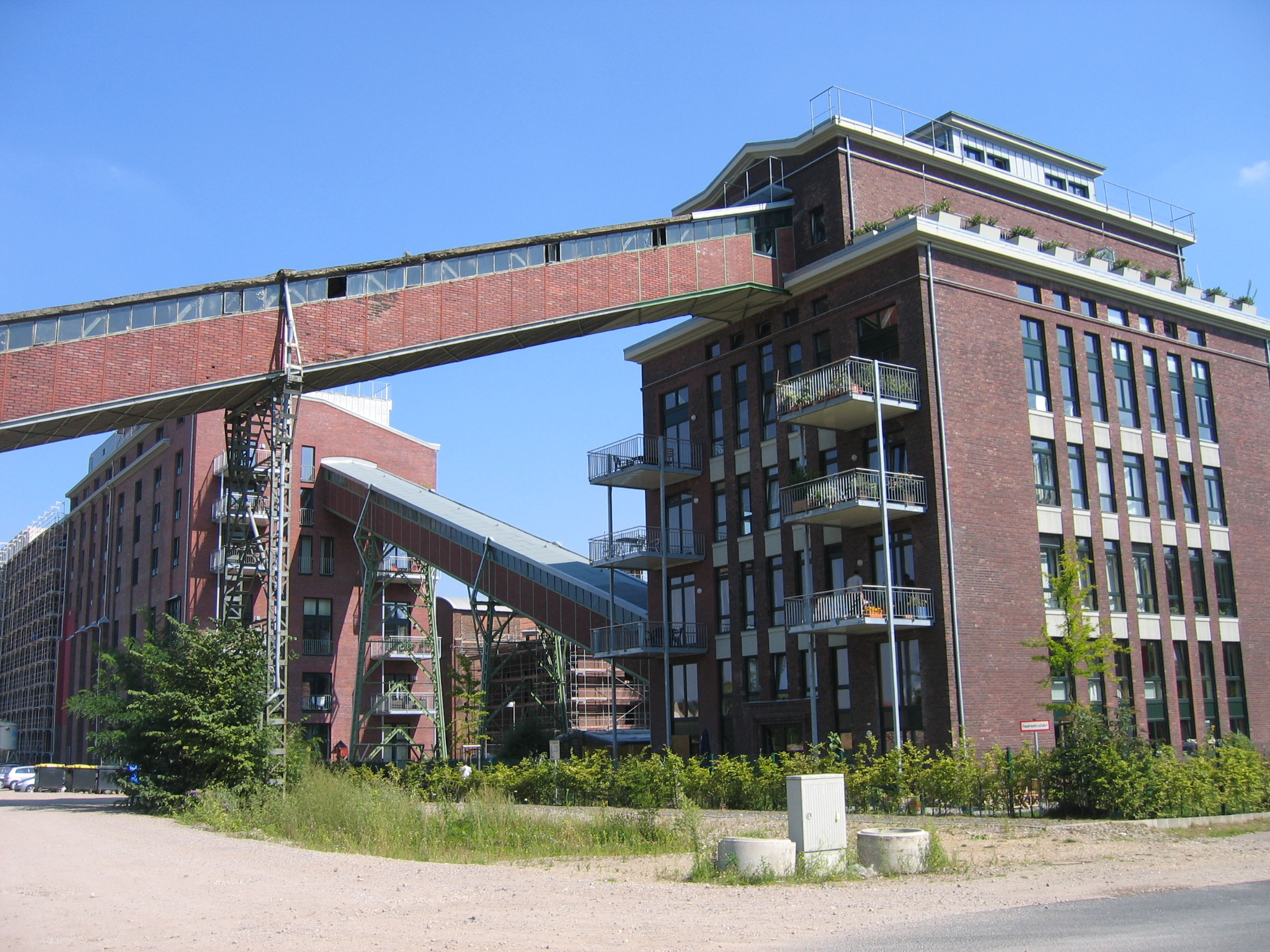
Zur Wohnanlage umgebaute Brikettfabrik Carl in Frechen

Der Höhepunkt der Briketterzeugung lag in den 1950er Jahren. Damals wurden pro Jahr über 40 Millionen Tonnen Rohbraunkohle zu Briketts gepresst. Allein die Frechener Brikettfabrik Carl produzierte von 1907 bis zur Stilllegung im Jahr 1995 etwa 40 Millionen Tonnen Briketts. Der Kohleeinsatz in den heute noch bestehenden drei Werken der Kohleveredlung ist demgegenüber gering. Bei einer Kapazität von 17 Millionen Tonnen Rohkohle pro Jahr werden derzeit durchschnittlich nur 10,6 Millionen Tonnen eingesetzt. Hauptsächlich wird hier Kohlenstaub erzeugt für den Einsatz in industriellen Großfeueranlagen (z. B. Zementwerke, Papierfabriken, Zuckerraffinerien). Der Kohleveredlungsbetrieb Fortuna-Nord stellt dazu noch Braunkohlekoks her. Die Kapazitäten zur Produktion von Braunkohlestaub und -koks werden ausgebaut. Aufgrund stabiler Braunkohlepreise bei gleichzeitig steigenden Ölpreisen ist der Braunkohle-Einsatz in der Industrie seit 2003 wirtschaftlich sehr interessant.
Der Kohleveredlungsbetrieb Frechen produziert als einziger noch mit seiner 1,7 Mio. t Trockenkohlefabrikation etwa zur Hälfte Hausbrand- und zur Hälfte Industriebriketts. Dennoch werden auch in den beiden anderen Fabriken noch Brikettpressen vorgehalten. Der Rückgang des privaten Brikettverbrauchs hält heute noch an. So gab es beispielsweise im wiedervereinigten Berlin 1990 noch fast eine halbe Million Wohnungen mit Ofenheizung, 2002 waren es noch 60.000. Wurden dort 1991 noch 1,8 Millionen Tonnen Braunkohlebriketts verfeuert, so waren es 2004 nur noch etwa 25.000.
Im Gegenzug stieg der Anteil der Braunkohle an der Stromproduktion im Revier weiter. Waren es 1960 45 Prozent, so wurden 1991 schon 85 Prozent der Braunkohle zur Stromerzeugung eingesetzt.

#### Kraftwerke
Die Kraftwerke wurden immer größer und leistungsfähiger: Das Kraftwerk Goldenberg wurde von 500 MW bis 1950 auf 830 MW ausgebaut, 1993 aber durch einen Neubau ersetzt, der als Hauptaufgabe die Versorgung der nahen Industrie und der Stadt Hürth mit Prozessdampf und Fernwärme hat. Nun erbringt Goldenberg eine Leistung von 171 MW. In zwei modernen Wirbelschichtkesseln werden jährlich aus 1,6 Millionen Tonnen Kohle 1,3 Milliarden Kilowattstunden Strom erzeugt.
1953/1955 entstanden die ersten drei Blöcke des neuen Kraftwerks Weisweiler bei Eschweiler mit je 350 MW, das bis 1975 auf 2258 MW mit zwei Blöcken von ca. 600 MW erweitert wurde. Der Kohleeinsatz betrug 2003 20,9 Millionen Tonnen für 18,3 Milliarden Kilowattstunden Strom. Der Tagebau Inden wurde 1953 nur zur Kohleversorgung dieses Kraftwerks aufgeschlossen.
Das Kraftwerk Frimmersdorf bei Grevenbroich wurde von 1955 bis 1970 auf eine Gesamtleistung von 2136 MW netto ausgebaut. Es hat zwölf Blöcke von je 150 MW und zwei Blöcke von je 300 MW. 2003 lag sein Kohleverbrauch bei 22,2 Millionen Tonnen zur Erzeugung von 17,0 Milliarden Kilowattstunden Strom.
Das Kraftwerk Neurath bei Grevenbroich wurde 1972 bis 1976 mit drei Blöcken von je 300 MW und zwei Blöcken von je 600 MW errichtet. Es verbraucht 18,9 Millionen Tonnen Kohle für 16,5 Milliarden Kilowattstunden. Seit Januar 2006 werden zwei neue Blöcke mit optimierter Anlagetechnik (BoA) mit je 1100 MW errichtet, die 2010 ans Netz gehen sollten. Bei der Grundsteinlegung am 23. August 2006 waren auch der Ministerpräsident Jürgen Rüttgers und Bundeskanzlerin Angela Merkel anwesend und machten so die Bedeutung des Baus deutlich. Tödliche Unfälle auf der Baustelle in den Folgejahren haben aber die Zeitplanung zurückgeworfen. Beide Blöcke befanden sich seit Mai bzw. Oktober 2011 im Testbetrieb, die endgültige Inbetriebnahme mit der Meldung der Blöcke an die Strombörse EEX erfolgte am 8. Juli 2012 (Block G) bzw. am 3. August (Block F). Am 15. August 2012 erfolgte dann die offizielle Feier zur Inbetriebnahme der neuen Blöcke in Anwesenheit von Nordrhein-Westfalens Ministerpräsidentin Hannelore Kraft, Bundesumweltminister Peter Altmaier und weiteren Gästen.
Das Kraftwerk Niederaußem bei Bergheim, geplant in den 1960er Jahren als Kraftwerk Fortuna IV, ersetzte die von 1912 bis 1988 produzierenden Kraftwerke Fortuna I, II und III ab 1963 mit zwei Blöcken von je 150 MW, vier Blöcken mit je 300 MW, zwei Blöcken mit je 600 MW und dem 2003 eingerichteten 1000-MW-Block eines Braunkohlekraftwerks mit optimierter Anlagetechnik (BoA) mit aktuell 3864 MW brutto und 3627 MW netto. Der Kohleverbrauch betrug 2003 23,7 Millionen Tonnen für 24,1 Milliarden Kilowattstunden – noch ohne Berücksichtigung des BoA-Blocks.

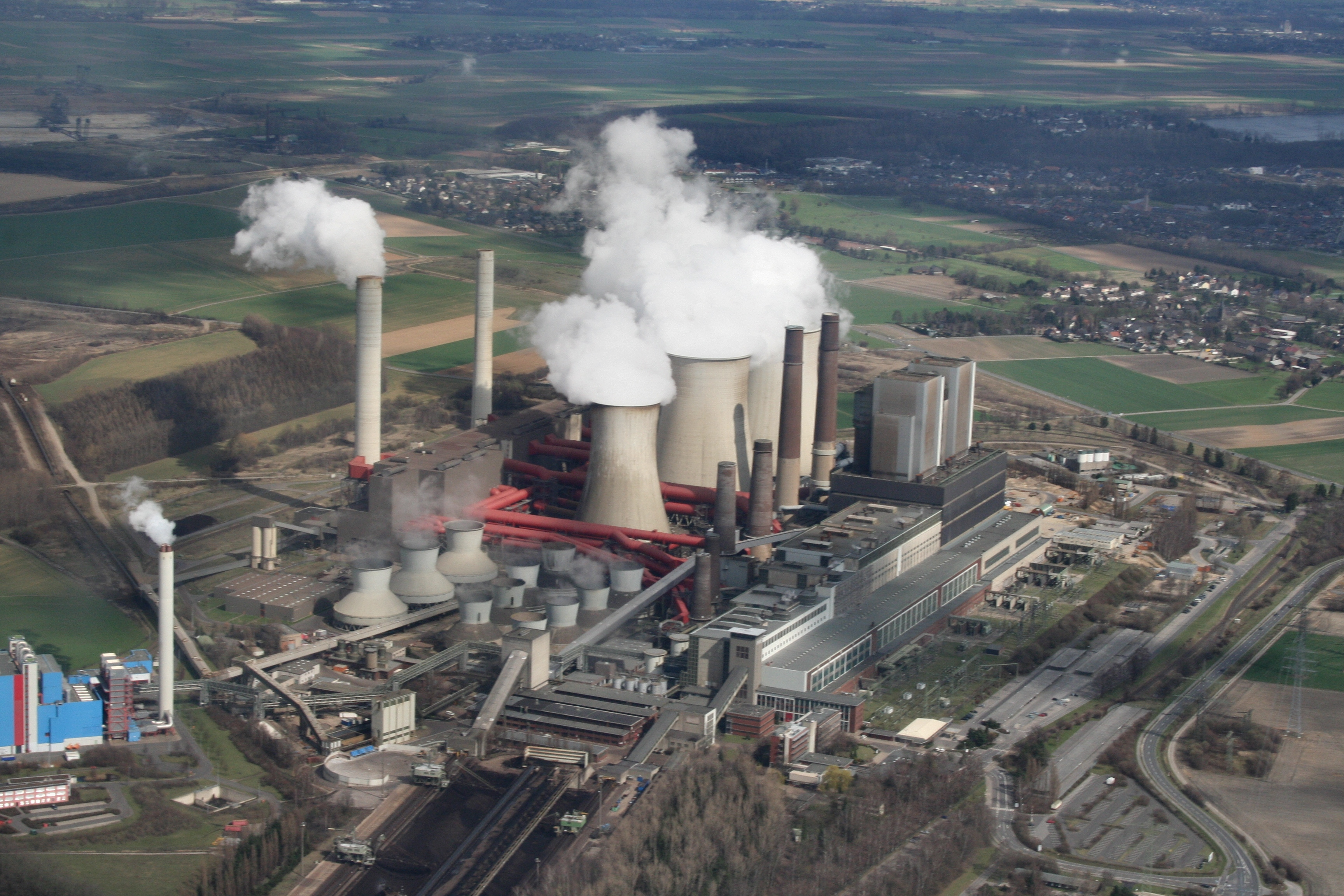
Kraftwerk Weisweiler
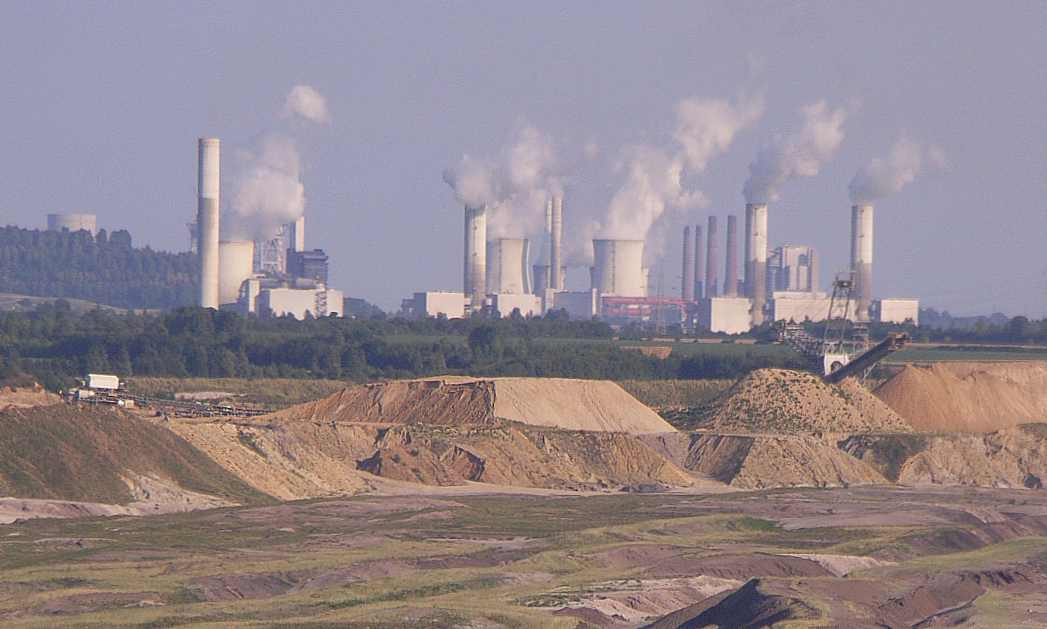
Kraftwerk Frimmersdorf
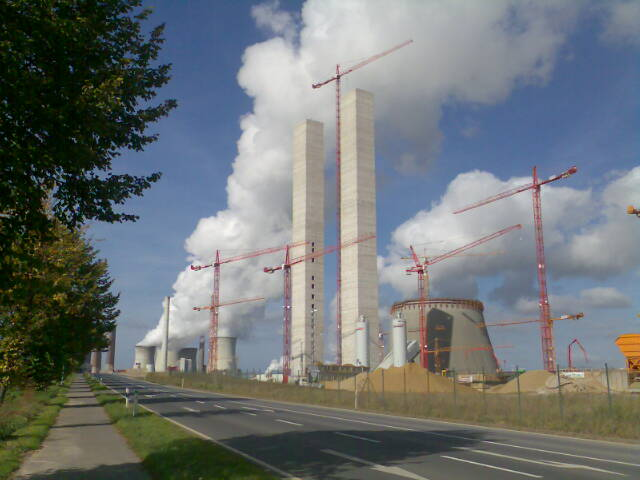
BoA-Kraftwerk Neurath
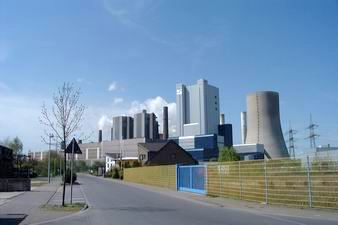
Kraftwerk Niederaußem mit BoA
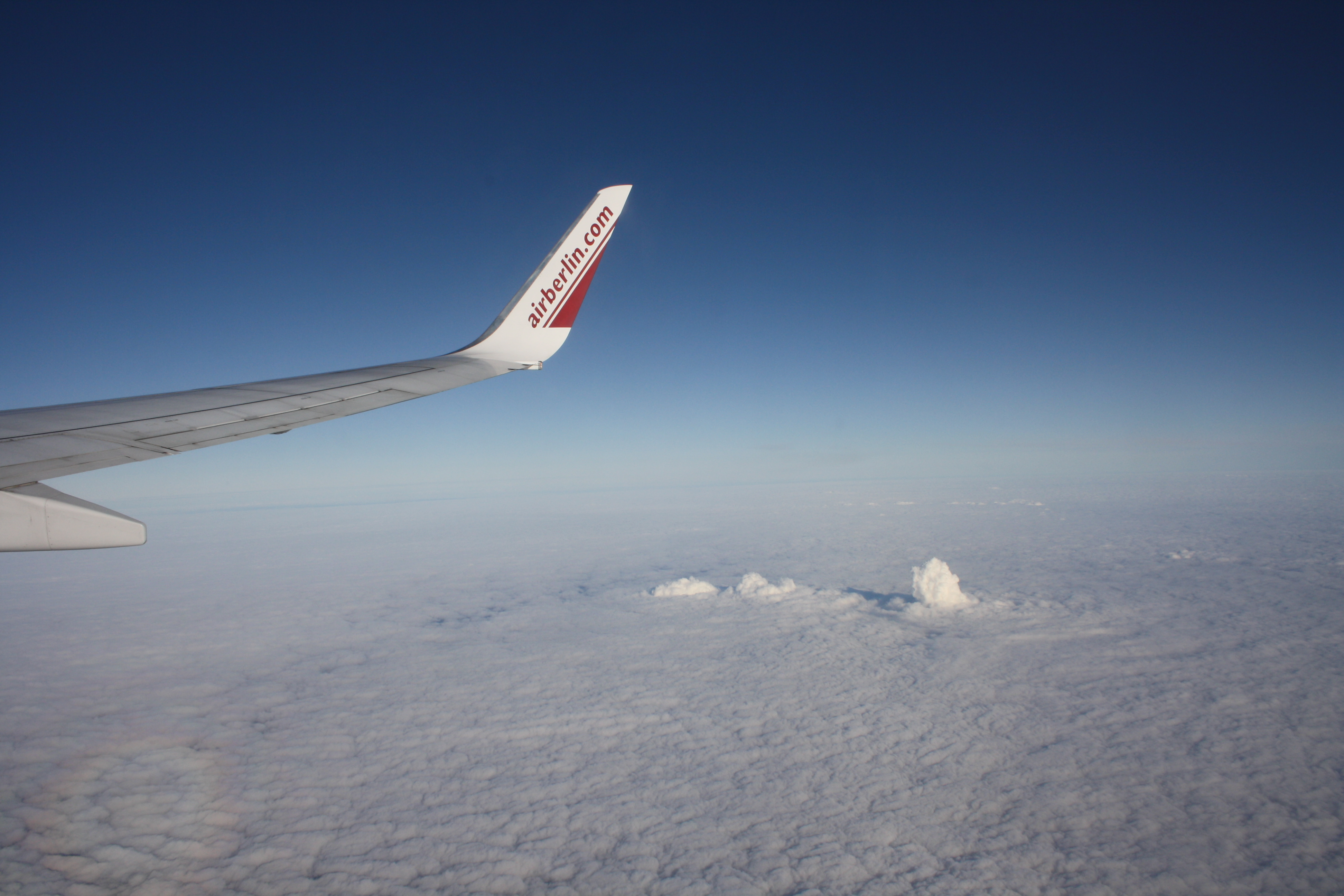
Kühlturmschwaden durchdringen die Wolkendecke

#### Großtagebaue

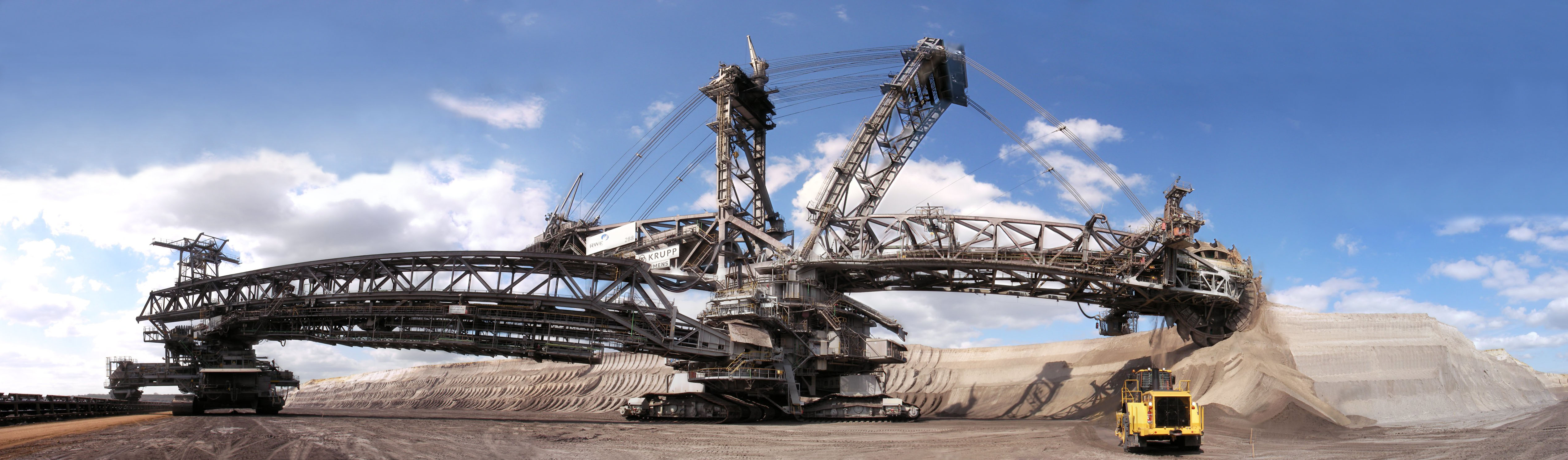
Schaufelradbagger 288 im Tagebau Garzweiler

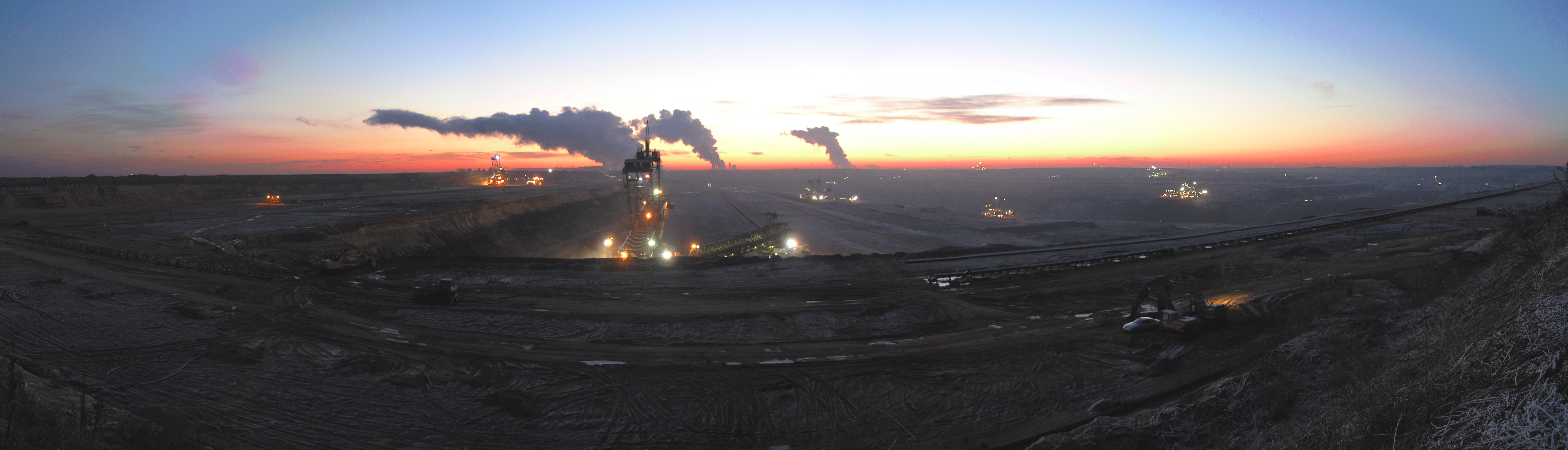
Tagebau Garzweiler mit den Kraftwerken Frimmersdorf, Neurath und Niederaußem im Hintergrund (2004)

Die Rohkohleförderung im Rheinischen Revier erreichte 1984 mit 120,6 Millionen Tonnen ihr absolutes Maximum. Seit 2002 liegt die Jahresförderung auf einem Niveau von etwa 100 Millionen Tonnen.
Nach dem Auslaufen der Tagebaue des Mittleren Reviers und deren Rekultivierung fördern heute noch drei Großtagebaue: Tagebau Garzweiler, Tagebau Hambach und im Westrevier der Tagebau Inden. Der Anschlusstagebau Garzweiler II wurde 1995 vom NRW-Umweltminister Klaus Matthiesen genehmigt und 2006 begonnen. Alle drei Großtagebaue bauen nach dem Fächerprinzip um einen Drehpunkt herum die Kohle ab. Der Abbaufront folgt in gleicher Drehrichtung die Verkippungsfront. Die Kohleförderung im Revier betrug 2007 nach Angaben des Deutschen Braunkohlen-Industrie-Vereins (DEBRIV)/Bundesverband Braunkohle 99,8 Millionen Tonnen. Die Förderung in Deutschland betrug insgesamt 180,4 Millionen Tonnen. Sie lag damit um 2,3 % über dem Ergebnis des Vorjahres.
Deutschland ist seit langem der weltweit größte Förderer von Braunkohle: Im Zeitraum 1800 bis 2007 wurden im Rheinischen Revier 7.303 Millionen Tonnen gefördert. Für alle deutschen Reviere beläuft sich die Braunkohlegewinnung in diesem Zeitraum auf 24.405 Millionen Tonnen.

## Zukünftige Planungen

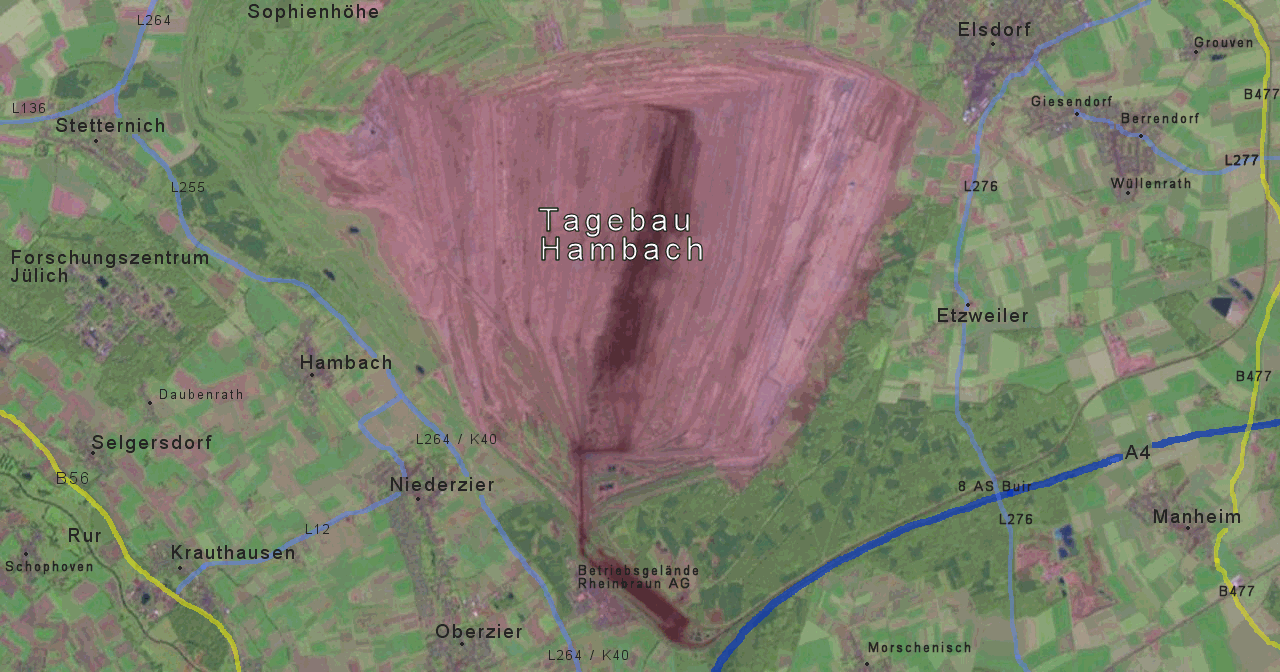
Tagebau Hambach, NASA-Satellitenaufnahme

Nach der ursprünglichen Planung werden die Tagebaue Hambach und Garzweiler II etwa um 2040–2045 ausgekohlt sein und der Tagebau Inden etwa zehn Jahre früher. Nach einer umfangreichen Modernisierung der rheinischen Braunkohlekraftwerke, die deren Wirkungsgrad erhöhte, hätte man den Abbau zeitlich in die Länge strecken können. Es wurde Anfang des 21. Jahrhunderts damit gerechnet, dass die genehmigten Abbauflächen zwischen 2050 und 2060 erschöpft sein würden.
Im Oktober 2013 wurde bekannt, dass RWE beabsichtigte, elf seiner Braunkohlekraftwerk-Blöcke stillzulegen und schon bis 2018 den Tagebau Garzweiler zu beenden. RWE dementierte letzteres umgehend, die Stadt Erkelenz stoppte gleichwohl weitere Umsiedlungsplanungen.
Nach der Landtagswahl NRW im Mai 2022 formierte sich erstmals eine schwarz-grüne Koalition, das Kabinett Wüst II. Diese vereinbarte in ihrem Koalitionsvertrag ein vorgezogenes Ende der Braunkohlenförderung im rheinischen Revier.
Das Kabinett Scholz, seit der Bundestagswahl 2021 die erste Ampelkoalition auf Bundesebene, brachte dafür im November 2022 einen Gesetzentwurf auf den Weg. Dieser wurde im Bundestag verabschiedet und trat am 24. Dezember 2022 in Kraft.

### Tagebau Hambach II
Des Weiteren gab es Planungen zur Erweiterung des Tagebaus Hambach zu Hambach II, der sich in nordöstlicher Richtung über die Gemeinden Elsdorf, Niederembt und Oberembt bis zur Margaretenhöhe in östlicher Richtung verlaufend erstrecken sollte.
Nordöstlich von Elsdorf-Angelsdorf wurde bereits in den 1990er Jahren von Rheinbraun (jetzt RWE Power) begonnen, einige Grundstücke zu erwerben, um dort von 1994 bis 2001 den Umsiedlungsort Neu-Etzweiler zu errichten. Eine Verwirklichung erscheint daher unwahrscheinlich.

### Schwimmender Solarpark
Im Mai 2020 stellte Meyer Burger, ein Hersteller von Solarzellen-Produktionsmaschinen, eine Idee für einen Solarpark im Tagebau Hambach vor. Dadurch könnte tagsüber bei schönem Wetter Strom mit einer Spitzenleistung von etwa zehn Gigawatt erzeugt werden, was in etwa der Dauerleistung der heute von den Tagebauen abhängigen Kohlekraftwerke Weisweiler, Neurath, Niederaußem und Frimmersdorf entspräche. Überlegungen für eine spätere Nutzung des gigantischen Gebietes mit einer Fläche von 50 Quadratkilometern sehen die Flutung zur Seenlandschaft vor.
Zuspruch erhielt die Idee unter anderem von dem Physiker Uwe Rau, der RWE Power AG und dem Minister für Wirtschaft, Innovation, Digitalisierung und Energie von Nordrhein-Westfalen, Andreas Pinkwart.

## Politische Planungs- und Entscheidungsprozesse

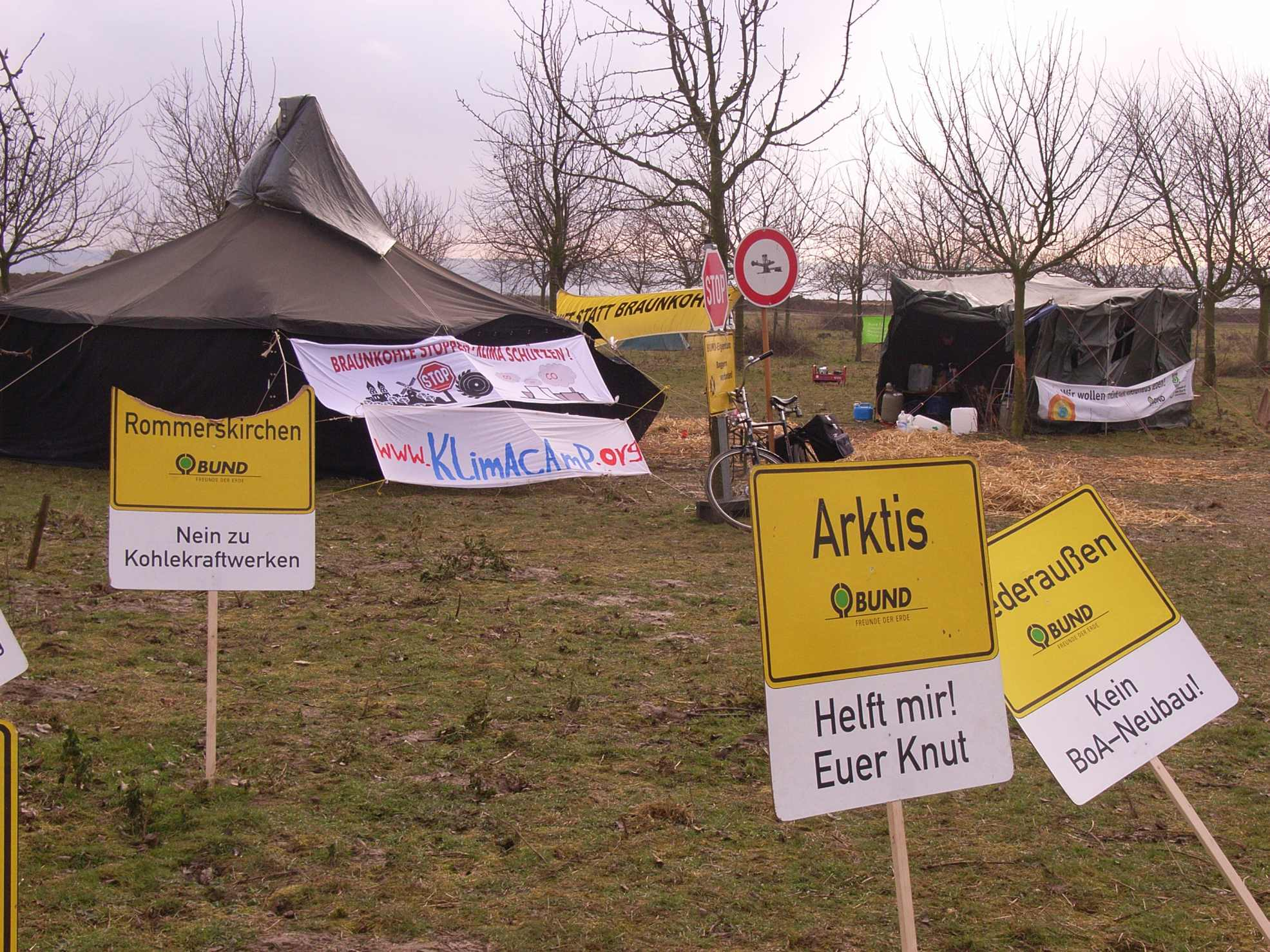
Protest von Tagebaugegnern der Anti-Kohlekraft-Bewegung auf einer Obstwiese des BUND am Grubenrand von Garzweiler II bei Alt-Otzenrath

Die Planungen zum Braunkohleabbau und den damit zusammenhängenden Fragen und Problemen werden im Braunkohlenausschuss bei der Bezirksregierung Köln verhandelt und von der Landesregierung als Braunkohlenplan entschieden. Der 40-köpfige Braunkohlenausschuss setzt sich aus Vertretern der Kommunen, der Regionalräte Köln und Düsseldorf sowie Funktionären von Wirtschafts- und Arbeitnehmerorganisationen zusammen.
Von den Umweltverbänden wird dabei immer wieder die enge Verbindung zwischen Kommunal- und Landespolitik einerseits und dem RWE andererseits beklagt. Das macht den Braunkohlenausschuss in den Augen der Umweltverbände zu einem sehr einseitig entscheidenden Gremium.
Besonders umstritten war zuletzt die noch kurz vor der Landtagswahl 1995 von der SPD-Regierung erteilte Genehmigung für den Tagebau Garzweiler II. Bei der Bezirksregierung Köln waren insgesamt 19.000 Einwendungen eingereicht worden. Dies erschwerte die nachfolgende Bildung einer rot-grünen Regierungskoalition in NRW. Kompromisse zielten auf eine Überprüfung des Braunkohleplans, stellten aber das Tagebauprojekt letztlich nicht in Frage. 2004 rückte die RWE-Affäre erneut die „politische Landschaftspflege“ des RWE-Konzerns in ein negatives Licht.

## Ökologische und soziale Problematik
Die Problematik des Abbaus ist vielseitig. Hier die wichtigsten Problembereiche:

### Wasserhaltung
Um die Tagebaue trocken zu halten, ist ein Abpumpen des Grundwassers bis in Tiefen von mehr als 500 Metern erforderlich. Dadurch fallen Bäche und Feuchtgebiete trocken, die dann z. T. künstlich bewässert werden. Zudem verändert sich die Bodenstruktur, und es kommt zu weiträumigen Bodensetzungen teilweise bis in Entfernungen von 15 bis 20 Kilometern.
Der Grundwasserkörper regeneriert sich in großen Tiefen nur sehr langsam. Kritiker der Tagebaue werfen den Betreibern außerdem vor, dass das Wissen über die Grundwasserströme in größerer Tiefe nicht umfassend genug sei. So kam es im Jahr 1997 zu einem Wassereinbruch im Tagebau Hambach, bei dem über mehrere Monate 40 °C warmes Wasser in den Tagebau strömte. Befürchtungen, dass dieses Wasser eventuell mit den Aachener Thermalquellen kommuniziert, konnten von Fachleuten entkräftet werden.

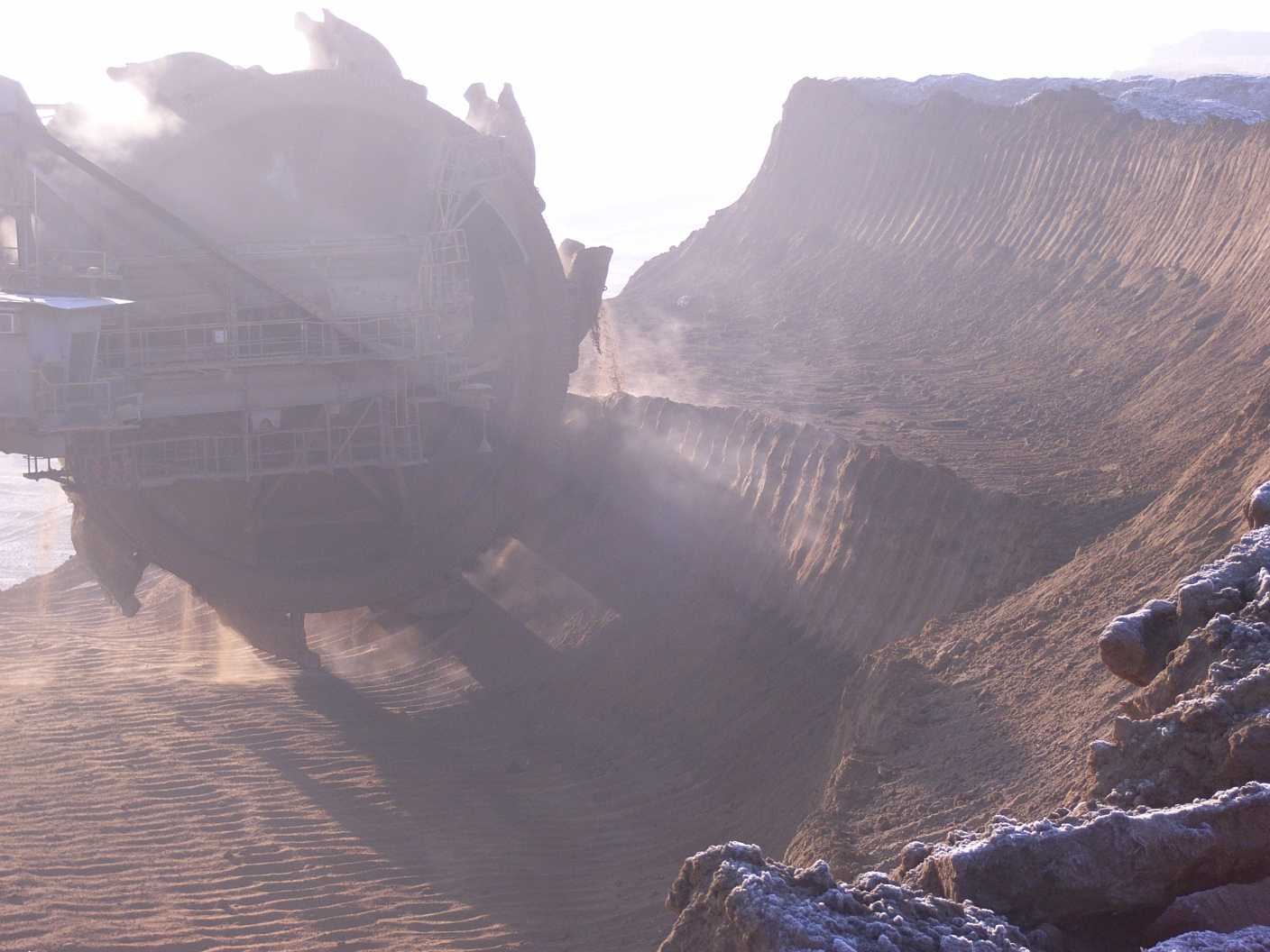
Schaufelrad

Durch Grundwasserabsenkung verlieren Bäume und Feldfrüchte den Anschluss an das Grundwasser. Es ergeben sich auch negative Folgen für den Ackerbau.

### Feinstaubbelastung
Messungen des Landesumweltamtes am Rand der Tagebaue haben seit 2004 ergeben, dass die durch den Abbau hervorgerufenen Feinstäube deutlich über den EU-Grenzwerten liegen. Ob die von RWE Power veranlassten Gegenmaßnahmen entsprechend wirkungsvoll sind, bleibt abzuwarten. Der Anteil des vom Tagebau Hambach herrührenden Feinstaubs wird vom Landesamt für Natur, Umwelt und Verbraucherschutz (LANUV) NRW mit 25 % angegeben. 71 % werden der allgemeinen Hintergrundbelastung zugeschrieben.
Für das Jahr 2004 wurde vom LANUV NRW für Überschreitungen des Feinstaubgrenzwertes von 50 µg/m³ kein vollständiges Messjahr aufgelistet. Zugelassen sind 35 Überschreitungen pro Jahr. Der erlaubte Jahresmittelwert von 40 µg/m³ wird für 2004 mit 30 µg/m³, an der Messstation Niederzier, deutlich unterschritten. Die neuen Grenzwerte sind seit dem 1. Januar 2005 wirksam. Unter Federführung der Bezirksregierung Köln wurde ein Aktionsplan zur Feinstaubminderung in der Umgebung des Tagebaus Hambach erarbeitet, der am 29. September 2005 in Kraft trat. RWE Power hat mit der Umsetzung von Maßnahmen zur Feinstaubreduzierung begonnen. Im Jahr 2006 waren in Niederzier nach Angaben des LANUV NRW 35 Überschreitungen zu verzeichnen. Das entsprach den erlaubten Überschreitungstagen. Der Jahresmittelwert ist für diesen Zeitraum auf 29 µg/m³ gesunken.
Maßnahmen zur Verminderung des Feinstaubs in den Tagebauen:
- Anpflanzen von Bäumen auf der Abraumseite
- Förderung des Grasbewuchses auf brachliegenden Flächen (z. B. Aussaat)
- Befestigung der Zufahrten und des Untergrunds der Bandanlagen
- Berieseln der oberen Sohle auf der Baggerseite und der Endböschungen
- Berieseln von Kohlebunker und Kohlebändern sowie des Abraums während der Abtragung

### Quecksilberemissionen
Der Betrieb von Braunkohlekraftwerken ist mit hohen Quecksilberemissionen verbunden. Die Anlagen Neurath und Niederaußem stießen 2011 und 2012 jeweils 497 Kilogramm des Nervengifts pro Jahr in die Atmosphäre aus.

### Klimaveränderung

#### Ausstoß von Treibhausgasen
Das Verbrennen von Braunkohle in den Kraftwerken des Reviers emittiert auch hohe Mengen des für die globale Erwärmung hauptverantwortlichen Treibhausgases Kohlenstoffdioxid. Das Kraftwerk mit den höchsten anteiligen Emissionen in Deutschland ist das Kraftwerk Frimmersdorf mit 1270 Gramm CO2 pro Kilowattstunde. Die Werke Weisweiler, Neurath und Niederaußem belegen nach zwei ostdeutschen Werken die Plätze vier bis sechs mit 1180, 1150 und 1119 Gramm pro Kilowattstunde.
Zum Vergleich: Das Kraftwerk auf Platz 30 der „schmutzigsten“ Braunkohlekraftwerke in Europa emittierte 950 Gramm pro Kilowattstunde. Die Werte für Steinkohlekraftwerke liegen ca. 100 Gramm pro kWh niedriger. Der Gesamtausstoß im Jahr 2006 betrug für den Standort Niederaußem 27,4 Millionen Tonnen Kohlendioxid, für Frimmersdorf 19,3, für Weisweiler 18,8 und für Neurath 17,9 Millionen Tonnen. Zusammen macht dies einen Anteil von über 27 % der CO2-Emissionen in Nordrhein-Westfalen aus. Auch die politischen Auseinandersetzungen um die Genehmigung des Anschlusstagebaus Garzweiler II setzten den RWE-Konzern unter öffentlichen Druck, hohe Summen in effizientere Kraftwerkstechnologie zu investieren. Im Kraftwerk Weisweiler sollen Investitionen in Höhe von 150 Mill. Euro bis 2006 den Wirkungsgrad von 36 auf 40 Prozent erhöht haben. Das BoA-Kraftwerk Neurath kostete etwa 2,6 Milliarden Euro. Der BUND bezeichnete dies 2006 als „klimaschutzpolitisches Nullsummenspiel“; auch im neuen Kraftwerk werde unverändert viel Kohle verfeuert.

### Restlöcher
Die drei momentan betriebenen Großtagebaue wieder zu verfüllen ist gesetzlich vorgeschrieben. Aufgrund des enormen Volumens der geförderten Braunkohle und des auf Außenkippen abgelagerten Deckgebirges möchte der Betreiber diese nicht mehr komplett verfüllen. Dadurch könnte RWE ca. 250 Mio. Euro sparen. Zeitweise wurde der Tagebau Hambach wegen der Abbautiefe von bis zu 470 m als eines der größten menschengemachten Löcher der Erde bezeichnet.

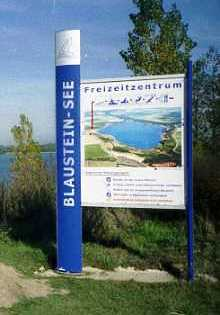
Blausteinsee bei Eschweiler

Die Sophienhöhe als größte Außenkippe hat ein Volumen von etwa einem Kubikkilometer. Es wird geplant, die Restlöcher mit Wasser zu befüllen. Die Ausmaße dieser Seen wären beträchtlich: Der See des Tagebaus Inden hätte z. B. die Größe des Tegernsees. Der Restsee des Tagebaus Hambach würde von der Wassermenge her in Deutschland nur vom Bodensee übertroffen werden, wäre aber deutlich tiefer als dieser. Da diese Seen keinen natürlichen Zu- und Abfluss haben, wird derzeit diskutiert, wie diese großen Wassermengen in die Löcher geleitet werden können. Welche Auswirkungen diese großen Wasserflächen auf das Klima des Rheinlandes haben werden, ist noch unklar. Bis die Seen vollständig gefüllt sind, wird es auch noch geraume Zeit dauern, nach derzeitigen Schätzungen bis ins Jahr 2090.
Erfahrungen mit dem Mitteldeutschen Braunkohlerevier im Raum Halle-Leipzig mit dort bereits gefluteten Restlöchern (Mitteldeutsches Seenland) zeigen, dass der Tourismus dort drei bis fünf Jahre nach Flutungsbeginn zunahm. Eine Verfüllung über ein Band würde allerdings 20 Jahre in Anspruch nehmen und könnte darüber hinaus wieder neue Ackerflächen erschließen. Die Schaffung großer Binnenseen bringt laut Kritikern gegenüber einer Verfüllung oder zumindest einer Teilanfüllung mit der Anlage einiger kleinerer Seen kaum einen volkswirtschaftlichen oder landwirtschaftlichen Nutzen und entzieht große Flächen der Gestaltung und Verfügung zukünftiger Generationen.

### Flora und Fauna
Aufgrund des fruchtbaren Lössbodens war das Revier vor dem Braunkohleabbau in einigen Bereichen ackerbaulich genutzt und die natürliche Vegetation dementsprechend relativ weit vom natürlichen Zustand entfernt. Die Abholzung von Altwäldern wie des Hambacher Forsts soll zwar, wie in vielen Bereichen bereits geschehen, durch Neuanpflanzungen kompensiert werden. Doch dauert es einige Jahrzehnte, bis die Jungbäume herangewachsen sind und sich wieder eine stabile Pflanzengesellschaft etabliert hat.
Zur Güte-Beurteilung des aktuellen Pflanzeninventars werden insbesondere die Artenvielfalt, die Präsenz von Zeigerarten sowie von Rote-Liste-Arten berücksichtigt. Für die untersuchten Standorte ergab sich eine überraschende Vielfalt heimischer Arten. Bei der erst vor zwanzig Jahren aufgeforsteten Sophienhöhe wird diese Vielfalt aber darauf zurückgeführt, dass die Waldpflanzengesellschaft noch in der Entwicklung begriffen ist. Bedenklich stimmt allerdings, dass durch den Abbau der Braunkohle Standorte verloren gehen, deren Staunässe besondere Wachstumsbedingungen für die Pflanzen geboten hat. Dadurch werden die hierauf spezialisierten Pflanzenarten und damit der Artenreichtum in der Region zurückgehen.
Zu den bedrohten Tierarten gehört die im Einflussbereich des Tagebaus Hambach lebende Bechsteinfledermaus. Die hier geplante Verlegung der A 4 wird deren Quartierverbundsystem durchschneiden und aufwendige „Überflughilfen“ erforderlich machen.

### Umsiedlung

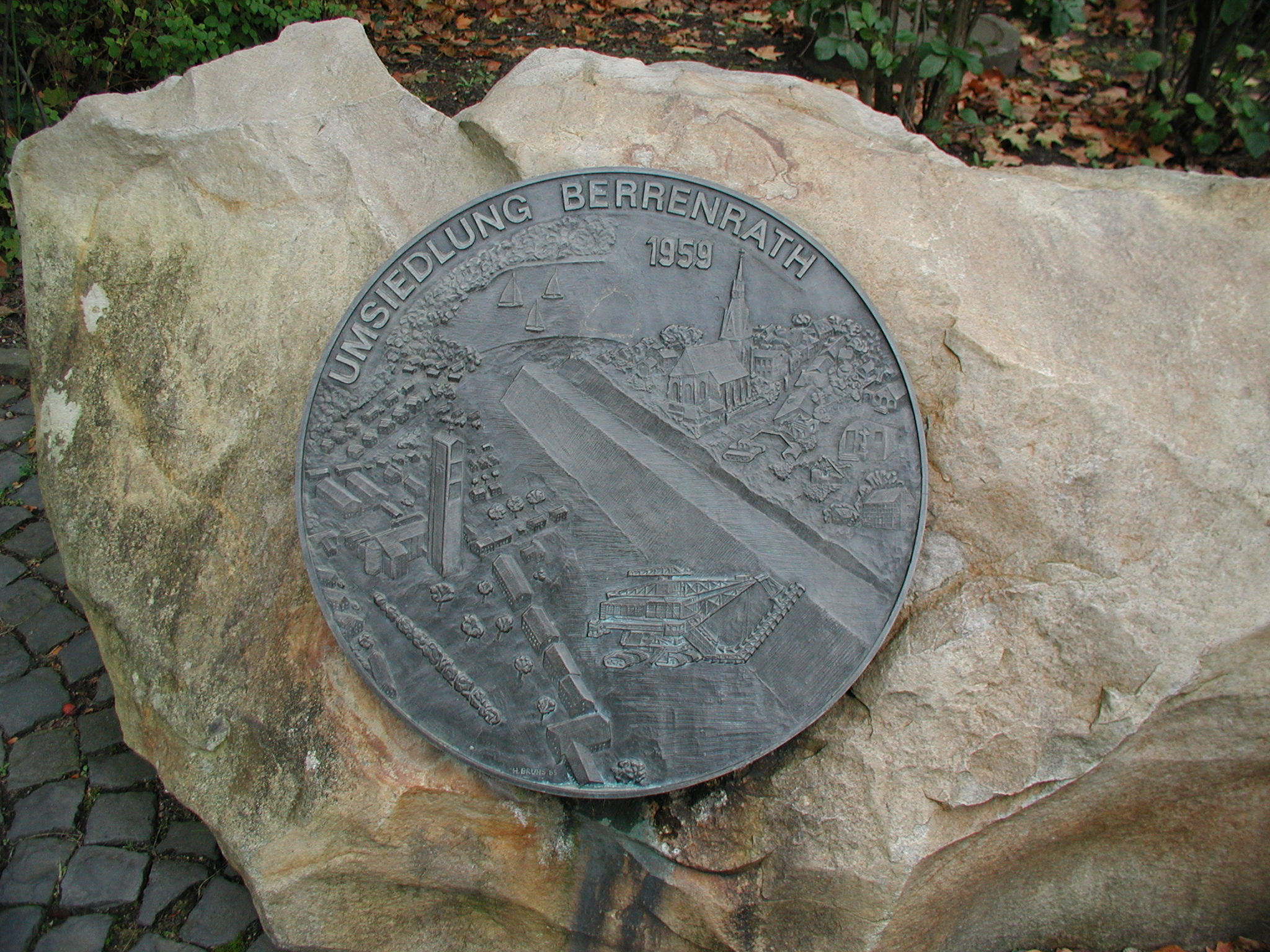
Gedenkstein zur Umsiedlung Berrenraths 1959

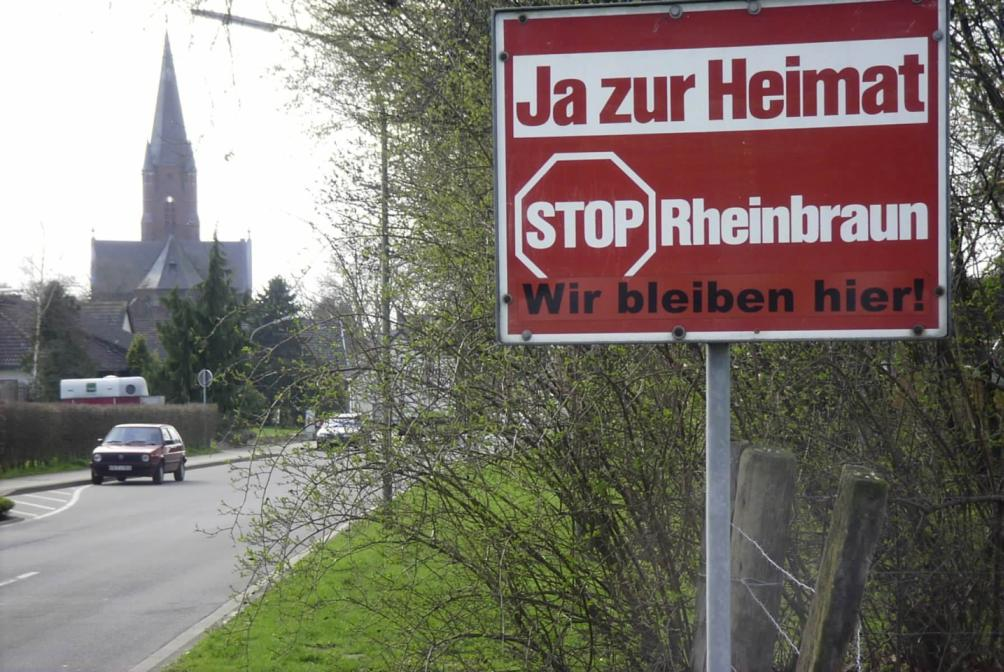
Protest gegen die geplante Umsiedlung ganzer Ortschaften im Gebiet des Tagebaus Garzweiler

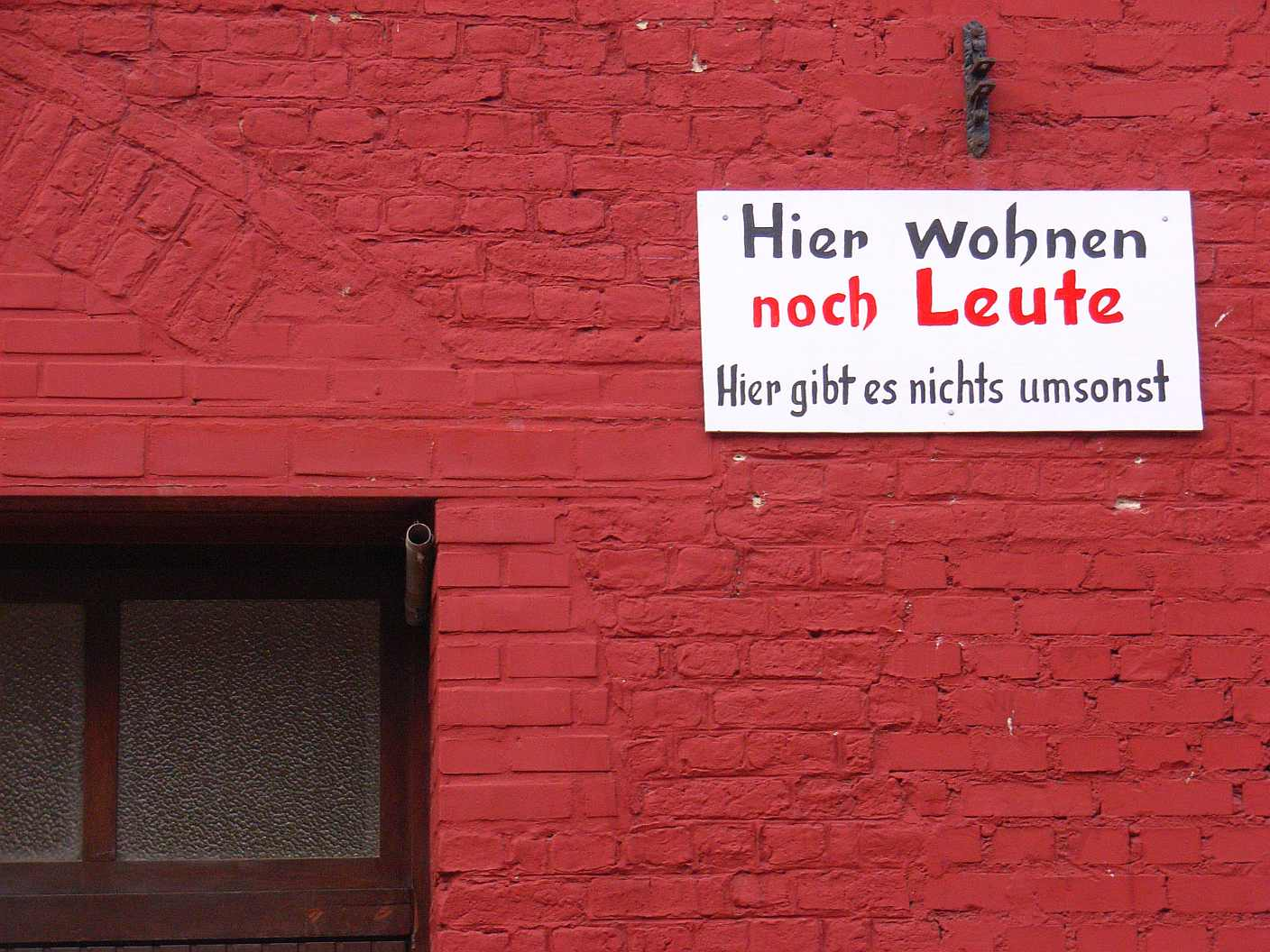
Lebenszeichen der letzten Bewohner von Pesch (Erkelenz)

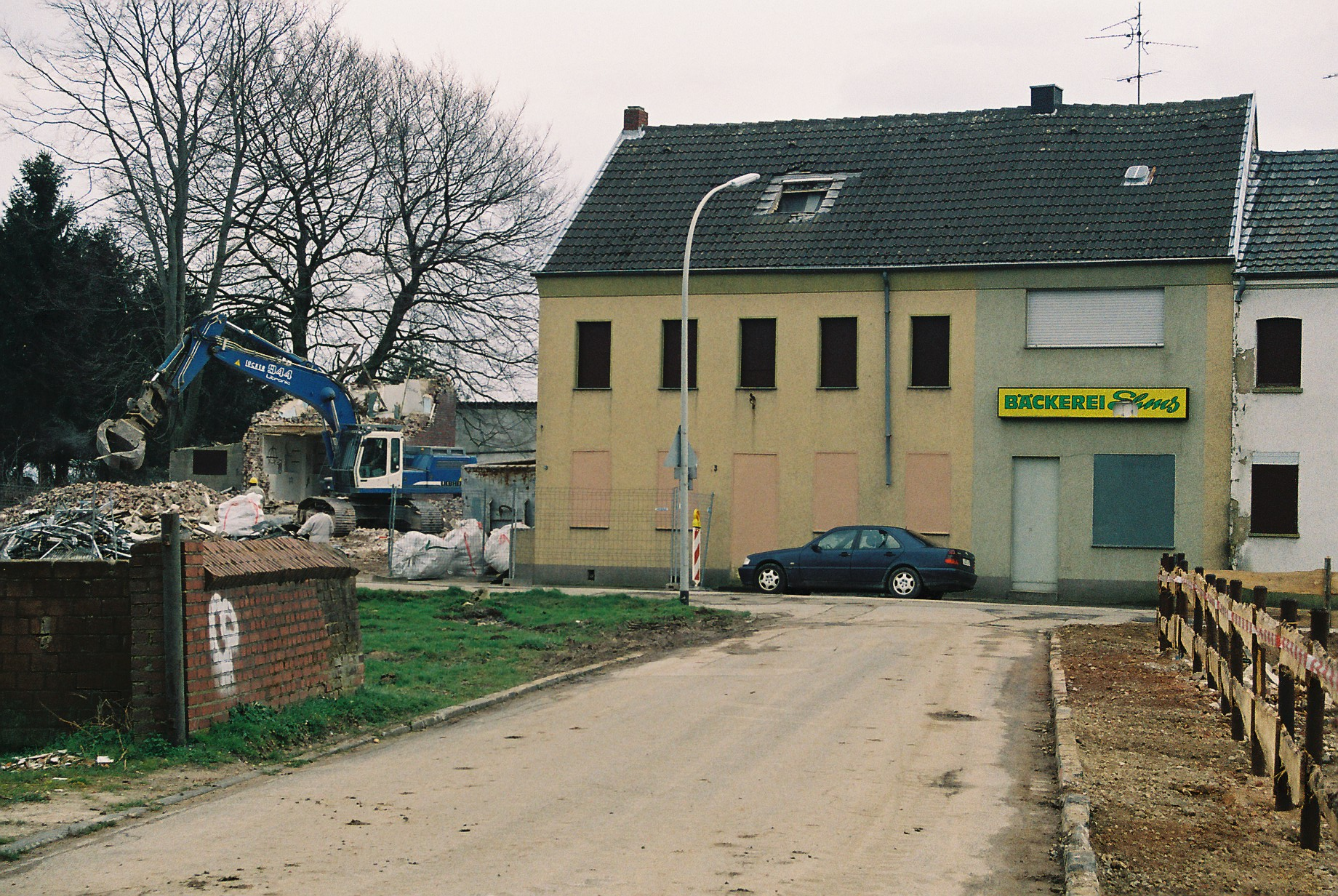
Abriss des Dorfes Alt-Holz

Der Braunkohleabbau vernichtet für die Zeit des Bergbaues große Landwirtschaftsflächen und erfordert die Umsiedlung ganzer Dörfer mit insgesamt mehreren tausend Menschen. Die Tagebaubetreiber berufen sich dabei auf das deutsche Bergrecht. Auch Landwirte werden umgesiedelt, was mit Umstellungsschwierigkeiten und Anpassungen verbunden sein kann.
Komplexer stellt sich die Umsiedlung bei einigen Ortschaften dar. Da die alten Orte oft auf einen Schlag eingeebnet werden, müssen rechtzeitig neue Wohngebiete geplant und erschlossen werden.
Es ergeben sich aber auch Chancen durch die Neuerung: Die Infrastruktur wird modernisiert und größere Siedlungseinheiten können geschaffen werden. Pendler zum Beispiel, deren täglicher Weg zum Arbeitsplatz deutlich länger wird, siedeln sich lieber in anderen Orten näher am Arbeitsplatz an.
Durch die Umsiedlung alter, gewachsener Siedlungen verlieren viele Bewohner nicht nur ihre Heimat, auch ihr soziales Gefüge geht verloren. Daher bemüht sich RWE, die Bewohner eines Gemeindeteils geschlossen in eine neue Siedlung zu bringen, so beispielsweise bei Berrenrath und Mödrath in den 1950er Jahren. Die Gemeinschaft soll durch die möglichst geschlossene Umsiedlung erhalten bleiben. Während Ende der 1980er Jahre nur 60 % der Bewohner Garzweilers gemeinsam umsiedelten, gelang es bei der Umsiedlung des 2006 endgültig abgerissenen Jüchener Ortsteils Alt-Otzenrath, etwa 80 % der alten Ortsbevölkerung am neuen Standort anzusiedeln. Ein Weiterleben der Gemeinschaft am neuen Ort kann hauptsächlich aus hinübergeretteten sozialen Bindungen entstehen. So kommt den Vereinen und der Festkultur eine zentrale Bedeutung zu, damit eine Umsiedlung von den Betroffenen als „erfolgreich“ empfunden wird.
Immer wieder gibt es Streitigkeiten über die Entschädigungssummen. Da RWE Power den Zeitwert der Gebäude zugrunde legt, reicht die Entschädigung häufig nicht aus, um ein Haus in etwa vergleichbarer Größe neu zu bauen, erst recht nicht, wenn moderne Baustandards berücksichtigt werden müssen.
Der Umsiedlung geht nicht selten eine allmähliche Verödung voraus. Ortschaften, die von der Abbauplanung betroffen sind, verzeichnen oft schon lange vorher einen Rückgang der Bevölkerungszahlen. Hier siedeln sich nämlich wegen der schlechten geschäftlichen Aussichten keine neuen Industrien oder Gewerbebetriebe an, bereits ansässige Betriebe vergrößern sich nicht mehr und versuchen, das Unternehmen noch im Vorfeld der offiziellen Umsiedlung in entwicklungsfähigere Gegenden zu verlagern. Dadurch sinkt das Angebot an Arbeitsplätzen in der Gemeinde. Die ohnehin eher schwer an den Ort zu bindende junge Bevölkerung wandert ab zu aussichtsreicheren Wirtschaftsplätzen und Wohngebieten mit attraktiverem Freizeitangebot. Verstärkt wird diese Entwicklung noch dadurch, dass in den Tagebau-Planungsgebieten neue Bauanträge wegen der ungünstigen Zukunftsaussichten frühzeitig abgelehnt und die Bauland-Erschließungen häufig eingefroren werden.
Für den Braunkohleabbau verbessert sich dadurch allerdings die Ausgangssituation: Die Anzahl der umzusiedelnden Haushalte verringert sich, die Summe der Entschädigungszahlungen wird dadurch niedriger und gleichzeitig sinken die Grundstückspreise im Abbaugebiet.

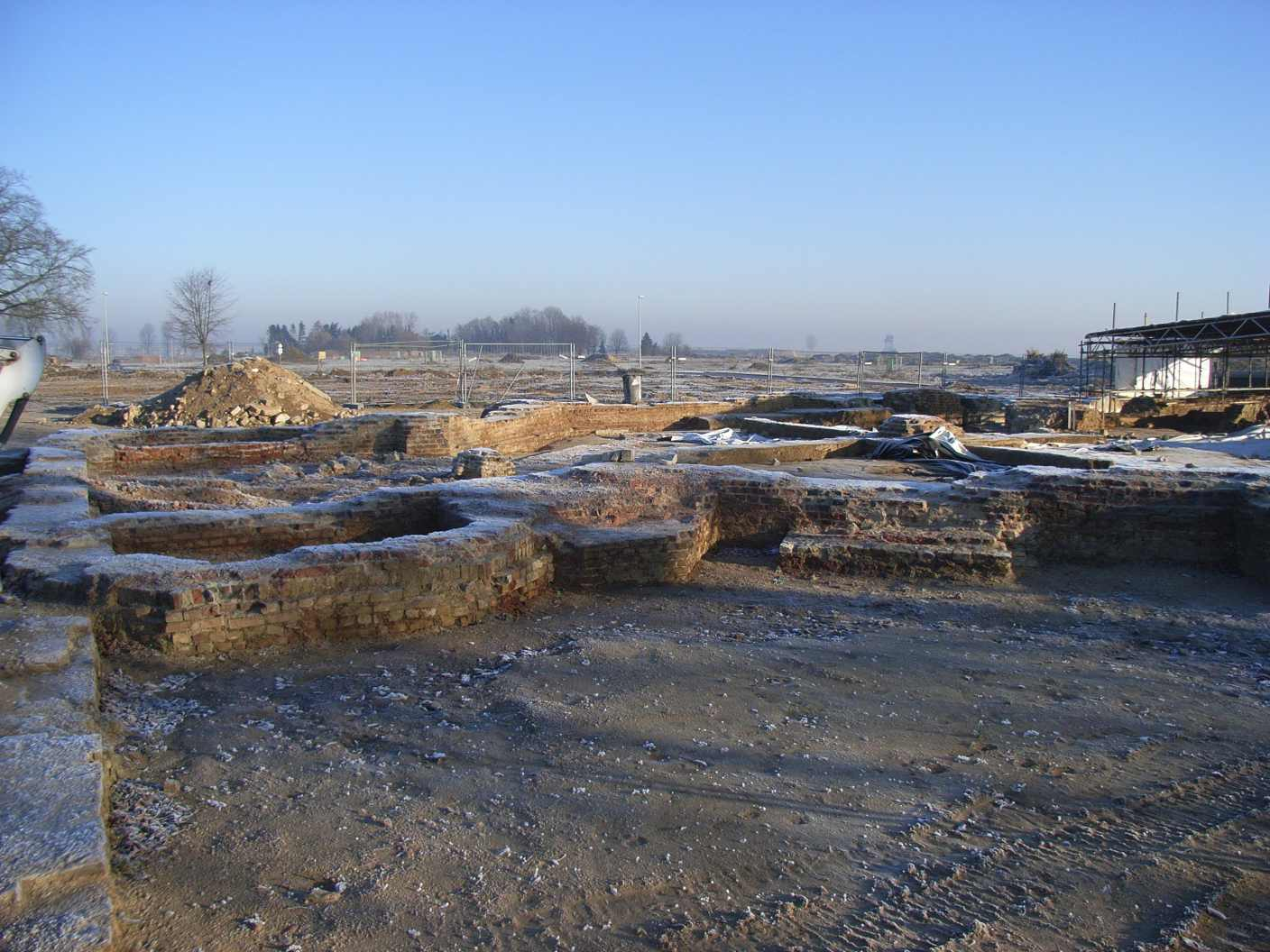
Freilegung von Kirchenfundamenten in der ehemaligen Ortslage Alt-Otzenrath

### Verluste archäologischer Fundstätten
Was die Bagger abgraben, ist meist unwiederbringlich zerstört. Das gilt auch für archäologische Fundstätten. Das zuständige Rheinische Amt für Bodendenkmalpflege unterhält eine Außenstelle in Titz, bei der für die einzelnen Tagebaue jeweils Wissenschaftler, Grabungstechniker und Grabungsarbeiter angestellt sind. Damit können aber nur etwa fünf Prozent der bekannten Fundstätten systematisch untersucht werden. Das sonst in Nordrhein-Westfalen gültige Verursacherprinzip kommt hier nicht zum Tragen. Im Laufe des Braunkohletagebaus kam es zu zahlreichen wichtigen archäologischen Forschungen und Entdeckungen, die aber meist nur einen Bruchteil der tatsächliche vorhandenen Quellen erschließen konnten.

### Mögliche Bergschäden
Gutachter des geologischen Dienstes warnen in der umliegenden Region vor möglichen Bergschäden. Auch vor der Gefahr nasser Keller wird gewarnt, da der Grundwasserspiegel wieder ansteigen wird, sobald RWE den Betrieb des Tagebaus einstellen wird. Experten vermuten, dass es in den nächsten 40 Jahren zu Schäden in Höhe von 180 Mio. Euro durch von RWE verursachte Bergschäden kommen wird.

### Externe Kosten der Braunkohle
Durch Emission von Kohlendioxid, Stickstoffoxiden, Quecksilber, Schwefeloxiden, Staub und Lärm, Flächenverbrauch und die Beeinträchtigung von umliegenden Gewässern entstehen bei der Braunkohlegewinnung und Verstromung externe Kosten. Diese werden vom DIW auf 6 bis 12 ct/kWh geschätzt. Würden diese Kosten in den Strompreis einbezogen, so würde die Kohleverstromung dem DIW zufolge unwirtschaftlich.

## Touristische und denkmalpflegerische Erschließung des Reviers

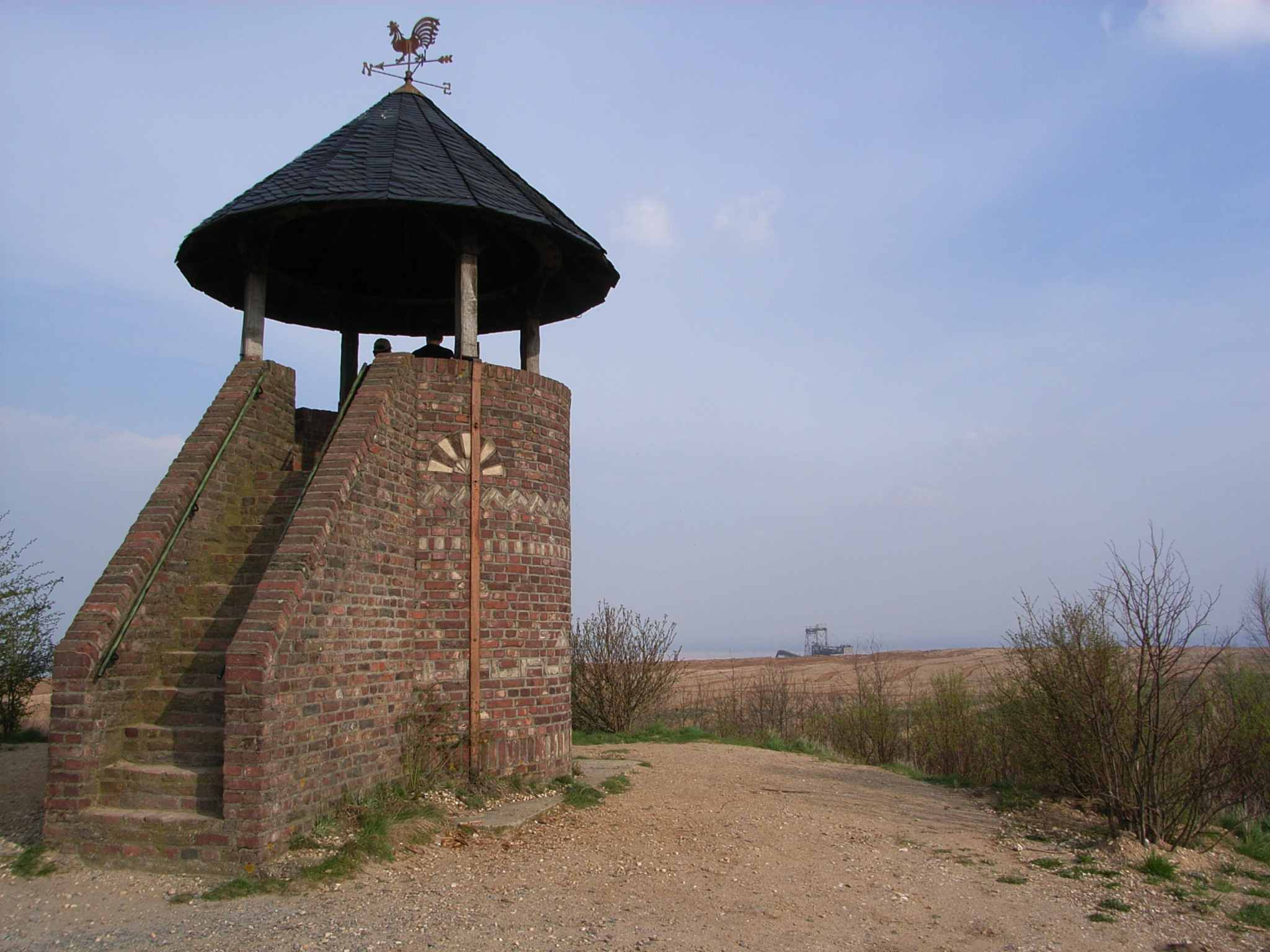
Aussichtspunkt Römerturm auf der Sophienhöhe

Ähnlich wie die rekultivierte Seenlandschaft in der Ville, sind die weithin sichtbaren Hochkippen wie z. B. die Vollrather Höhe, Glessener Höhe und die Sophienhöhe für Freizeitaktivitäten mit Wegenetzen erschlossen. Auf der Goltsteinkuppe bei Lucherberg am Tagebau Inden steht ein im August 2009 eröffnetes über 5 Millionen Euro teures Aussichtsgebäude, der Indemann. Die Geschichte des Braunkohlereviers wird bislang im Informationszentrum der RWE im Schloss Paffendorf museal präsentiert. Von hier aus werden verschiedene Stationen und Aussichtspunkte im Revier über eine Straße der Energie verbunden. Das Deutsche Bergbau-Museum Bochum präsentiert das rheinische Revier auf einer eigenen Ausstellungsfläche. Angesichts des absehbaren Endes der Braunkohleförderung ist der Landschaftsverband Rheinland bestrebt, industriegeschichtliche Denkmäler, Arbeitersiedlungen, die letzten Brikettfabriken oder technische Großgeräte denkmalpflegerisch zu erfassen, gegebenenfalls zu erhalten und deren künftige vernetzte Präsentation im Revier in Form einer Straße der Braunkohle vorzubereiten.

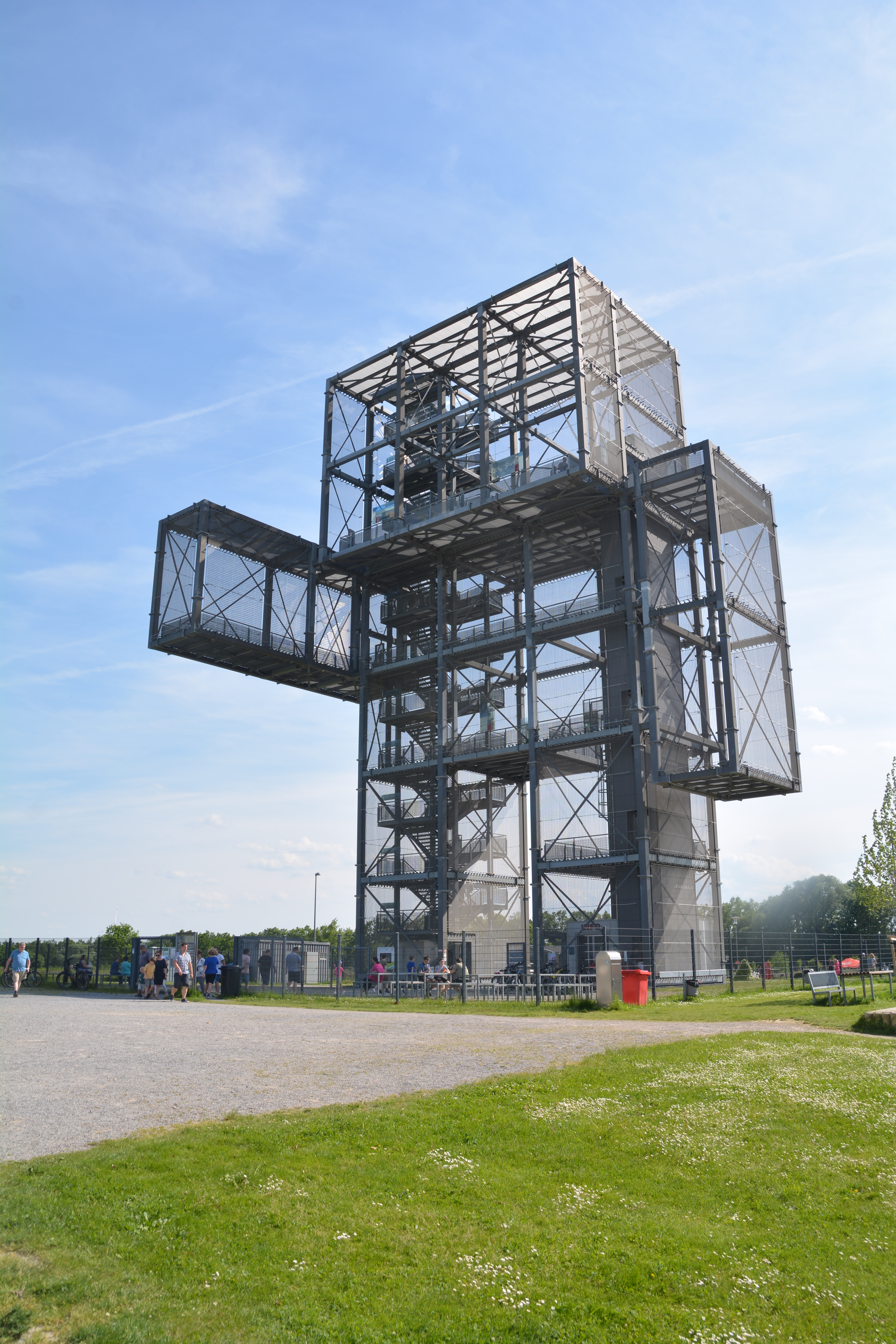
Indemann bei Inden

Unter der verbliebenen Industriearchitektur im Revier sind die hoch aufragenden schmalen Gebäudekörper der Brikettfabriken besonders auffällig. Doch ist es schwierig, Denkmalschutzinteressen mit anderweitigen Interessen der Kommunen zu vereinen. So scheiterte im Jahr 2000 der Versuch, die Brikettfabrik Carl in Frechen vollständig unter Denkmalschutz zu stellen, um exemplarisch den Produktionsprozess einer historischen Anlage zeigen zu können. Von zehn Gebäudeteilen hat die Stadt drei entkernte Bauten als Teil eines neuen Stadtteil- und Gewerbezentrums erhalten.
In jüngster Zeit wird auch vorgeschlagen, die künstliche Landschaft, die der Tagebau mit enormen Technikeinsatz geschaffen hat, (in Teilen) zu erhalten und als Freizeit- und Erlebnislandschaft zugänglich zu machen. Dieser Vorschlag versteht sich einerseits als Strategie für eine Nutzung während der langen Betriebszeiten der Tagebaue (40 Jahre beim Tagebau Hambach), andererseits als Alternative zum bisherigen Leitbild einer "natürlichen" Rekultivierung.

## Filmische Bearbeitung
Neben der Berichterstattung in den Medien gibt es auch einige Filme, die sich dem Thema Braunkohleabbau und deren Folgen auseinandergesetzt haben.
- Tatort: Abbruchkante, 2023
- Eher fliegen hier UFOs, 2023

Oder die leeren Dörfer dienten als Kulisse:
- Wir sind die Flut, 2016